# Liste der Biografien/Thoma
Liste der Biografien |
Portal Biografien |
Personensuche
# |
A |
B |
C |
D |
E |
F |
G |
H |
I |
J |
K |
L |
M |
N |
O |
P |
Q |
R |
S |
T |
U |
V |
W |
X |
Y |
Z |
?
 
Ta |
Tc |
Te |
Tf |
Tg |
Th |
Ti |
Tj |
Tk |
Tl |
Tm |
To |
Tq |
Tr |
Ts |
Tu |
Tv |
Tw |
Tx |
Ty |
Tz
 
Tha |
The |
Thi |
Thj |
Thn |
Tho |
Thr |
Thu |
Thw |
Thy
 
Thoa |
Thob |
Thod |
Thoe |
Thof |
Thog |
Thoh |
Thoi |
Thok |
Thol |
Thom |
Thon |
Thoo |
Thop |
Thor |
Thos |
Thot |
Thou |
Thov |
Thow |
Thoz
 
Thoma |
Thomb |
Thomc |
Thome |
Thomf |
Thomi |
Thomk |
Thomm |
Thomo |
Thomp |
Thoms
Die Liste der Biografien führt alle Personen auf, die in der deutschsprachigen Wikipedia einen Artikel haben. Dieses ist eine Teilliste mit 935 Einträgen von Personen, deren Namen mit den Buchstaben „Thoma“ beginnt.

## Thoma
- Thoma, Alfons (1917–2011), deutscher Eisenbahningenieur
- Thoma, Alfred (* 1887), deutscher Jurist und Politiker
- Thoma, Anna-Maria (* 1981), deutsche Fußballspielerin
- Thoma, Annette (1886–1974), bayerische Volksmusikerin
- Thoma, Antonius von (1829–1897), deutscher Geistlicher, römisch-katholischer Erzbischof des Erzbistums München-Freising
- Thoma, Axel (* 1964), deutscher Fußballspieler, Fußballtrainer und Sportmanager
- Thoma, Busso (1899–1945), deutscher Kaufmann, als Mitwisser der Attentatspläne (20. Juli 1944) hingerichtet
- Thoma, Caspar II. († 1596), deutscher Benediktinerabt
- Thoma, Cella (1858–1901), deutsche Malerin
- Thoma, Christoph (* 1973), österreichischer Politiker (ÖVP), Kommunalpolitiker, Kulturmanager
- Thoma, Clemens (1932–2011), Schweizer Judaist und Ordensgeistlicher
- Thoma, Dieter (1927–2017), deutscher Journalist, Moderator und Autor
- Thomä, Dieter (* 1959), deutscher Philosoph
- Thoma, Dieter (* 1969), deutscher SkispringerDieter Thoma (* 1969)

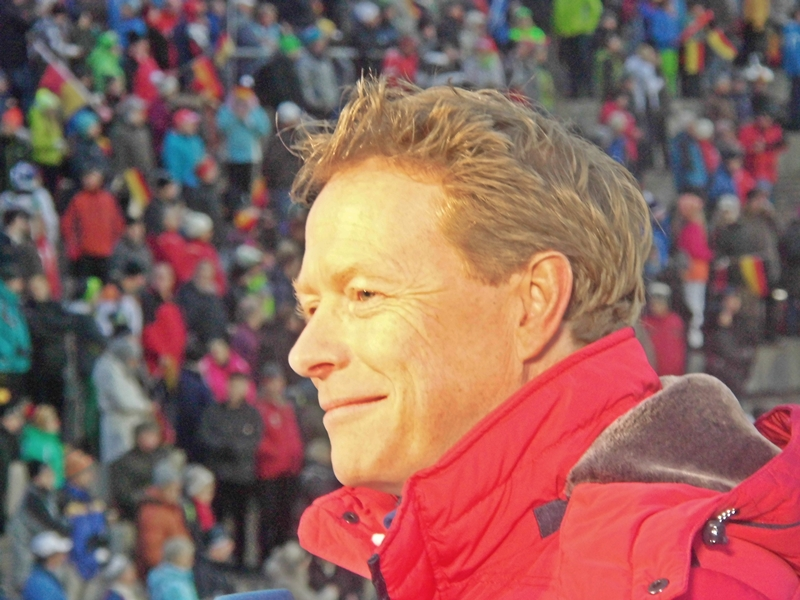
Dieter Thoma (* 1969)

- Thoma, Elmar (1926–2002), deutscher Mathematiker
- Thoma, Emil (1854–1932), Bürgermeister der Stadt Freiburg im Breisgau
- Thoma, Emil (1869–1948), Schweizer Maler und Grafiker
- Thoma, Ernst (* 1934), deutscher Manager
- Thoma, Ernst (1953–2020), schweizerischer Komponist und Live-Elektroniker
- Thoma, Erwin (* 1962), österreichischer Forst- und Betriebswirt
- Thoma, Fabienne (* 1986), Schweizer Unihockeyspielerin
- Thoma, Franz († 1817), deutscher Orgelbauer
- Thoma, Franz (1886–1966), österreichischer Politiker (Landbund, ÖVP), Abgeordneter zum Nationalrat
- Thoma, Friedrich (* 1873), deutscher Jurist und Politiker (NLP), MdR
- Thoma, Georg (* 1937), deutscher SkispringerGeorg Thoma (* 1937)

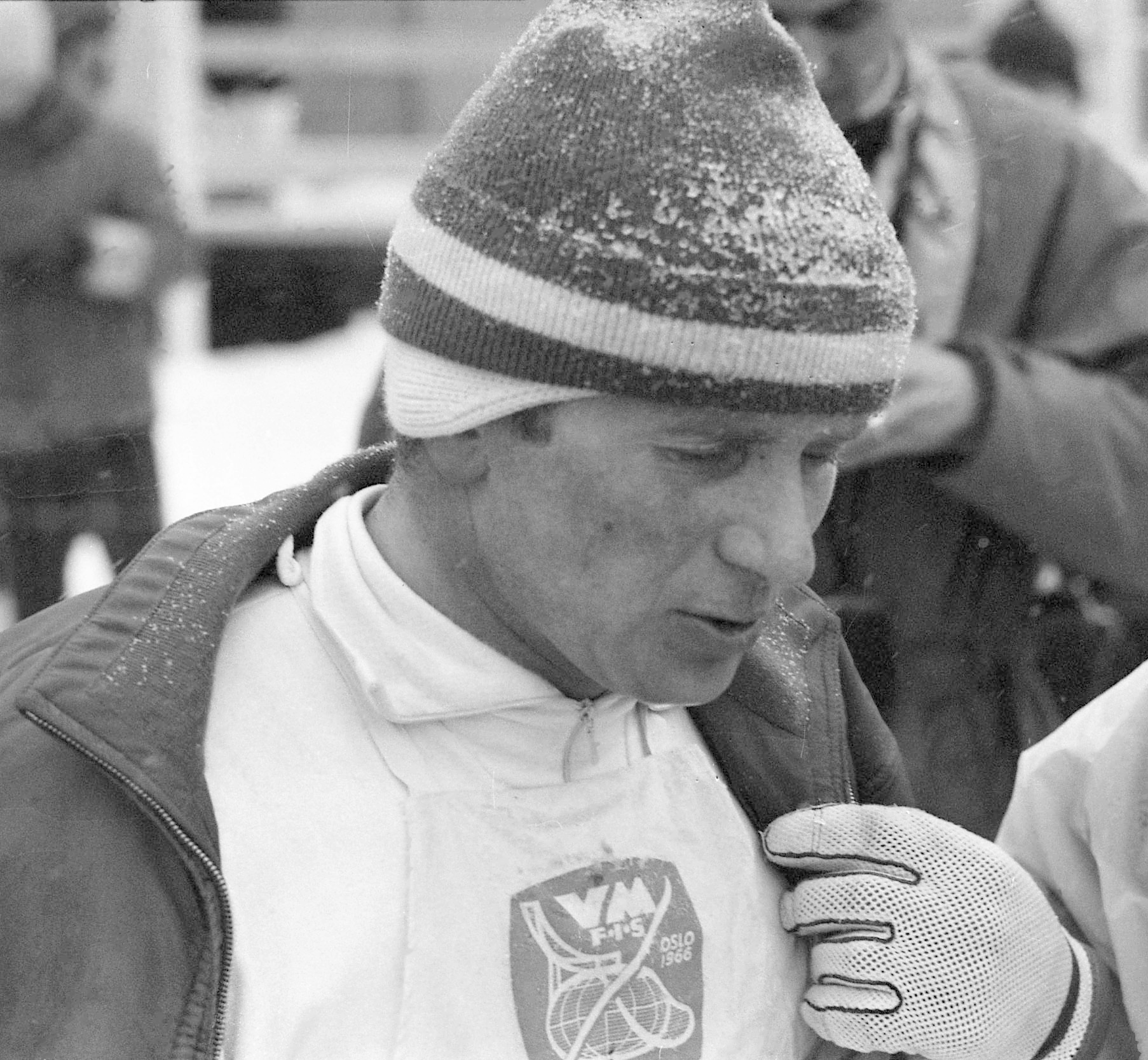
Georg Thoma (* 1937)

- Thoma, Georg (* 1937), deutscher Filmtechniker, Erfinder und Elektronikingenieur
- Thoma, Georg F. (* 1944), deutscher Rechtsanwalt, Autor und Rechtswissenschaftler
- Thoma, Gerhard (1904–1973), deutscher Steuerberater und vereidigter Buchprüfer
- Thoma, Godfrey (* 1957), nauruischer Politiker
- Thoma, Gundolf (* 1965), deutscher Skirennläufer
- Thoma, Hans (1839–1924), deutscher Maler und GrafikerHans Thoma (1839–1924)

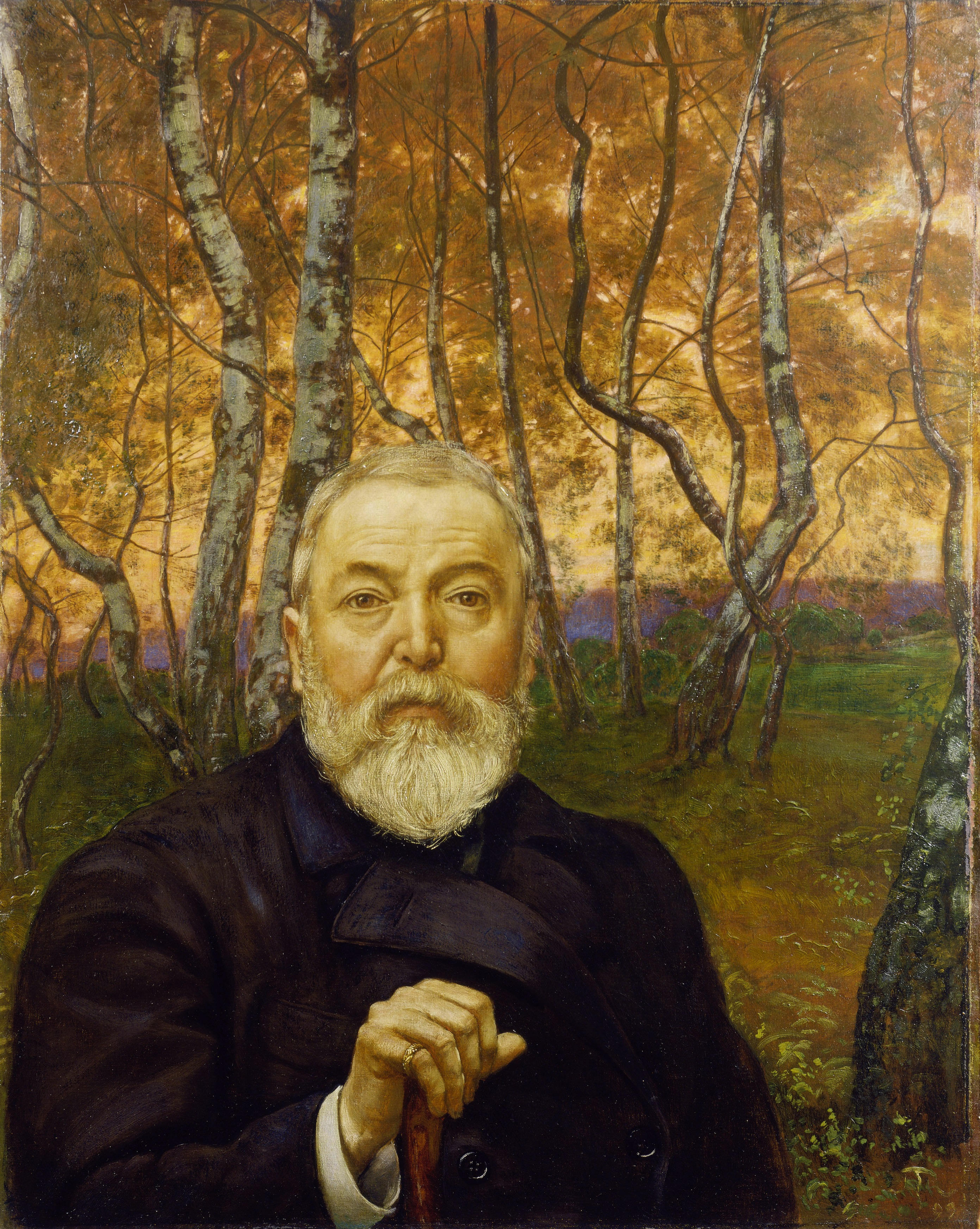
Hans Thoma (1839–1924)

- Thoma, Hans (1887–1973), deutscher Ingenieur und Hochschullehrer
- Thoma, Hedwig (1886–1946), Schweizer Malerin und Gebrauchsgrafikerin
- Thoma, Heinrich (1900–1982), Schweizer Ruderer
- Thoma, Heinz (1904–1994), deutscher Architekt
- Thoma, Heinz (1944–2022), deutscher Romanist
- Thoma, Helge (* 1936), deutscher Theaterregisseur und -intendant
- Thoma, Helmut (1909–1993), deutscher Maler
- Thomä, Helmut (1921–2013), deutscher Arzt und Psychoanalytiker
- Thoma, Helmut (1939–2025), österreichischer Medienmanager
- Thoma, Hendrik (* 1967), deutscher Sommelier, Weinkritiker, Autor und Fernsehmoderator
- Thoma, Horst (1958–2018), Schweizer Fußballspieler
- Thoma, Hubertus (* 1958), deutscher Diplomat
- Thoma, Jakob (1848–1910), österreichischer Politiker (CS), Landtagsabgeordneter
- Thoma, Johannes (1700–1753), deutscher Bauer und Salpeterer in der Grafschaft Hauenstein
- Thoma, Josef (1828–1899), österreichischer Maler
- Thoma, Joseph von (1767–1849), deutscher Forstbeamter
- Thoma, Karl (1857–1923), deutscher Architekt
- Thomä, Karl (1901–1982), deutscher Kommunalpolitiker (SPD), Bürgermeister von Eppingen
- Thoma, Katharina (* 1975), deutsche Opernregisseurin
- Thoma, Katrin (* 1990), deutsche Ruderin
- Thoma, Kelly (* 1978), griechische Lyraspielerin
- Thoma, Kurt (1901–1971), deutscher Kapitän zur See der Kriegsmarine und Bundesmarine
- Thoma, Laura (1901–1966), Schweizer Aktivistin der Lesbenbewegung
- Thoma, Leodegar (1746–1821), Begründer der Bürstenindustrie in Todtnau
- Thoma, Leonhard (1864–1921), deutscher Kirchenmaler
- Thoma, Ludwig (1867–1921), deutscher SchriftstellerLudwig Thoma (1867–1921)

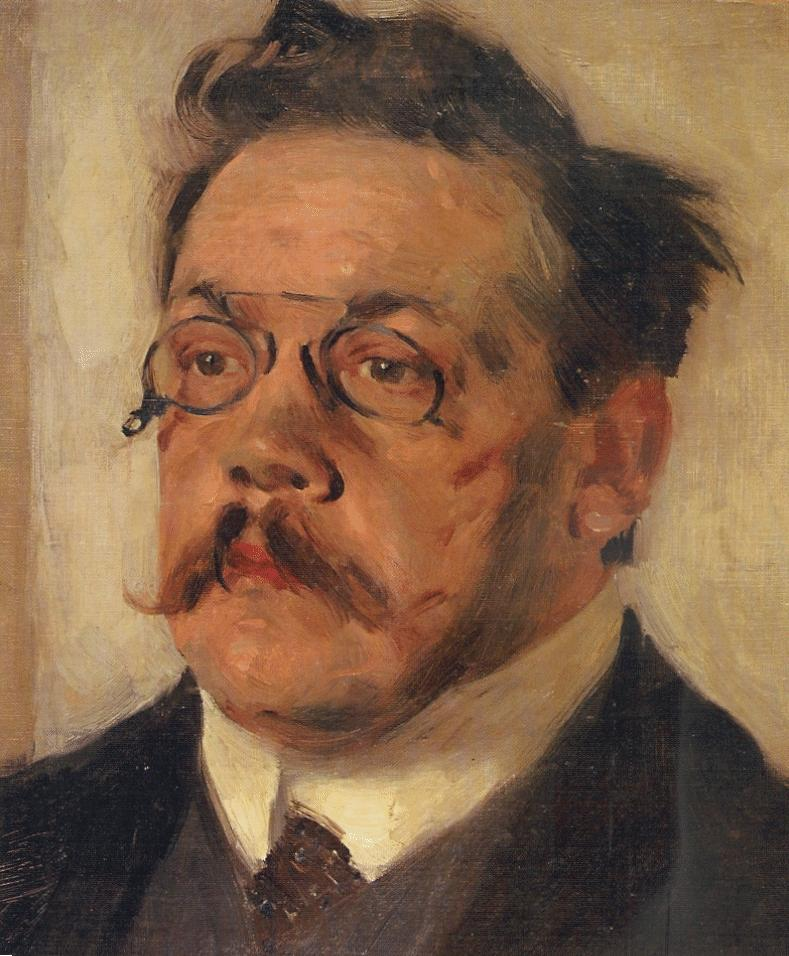
Ludwig Thoma (1867–1921)

- Thoma, Ludwig (1890–1972), deutscher Verwaltungsbeamter und bayerischer Senator
- Thoma, Ludwig (1891–1969), deutscher Kommunalpolitiker
- Thoma, Manfred (1929–2014), deutscher Ingenieur, Professor für Regelungstechnik
- Thoma, Max (1890–1957), deutscher Gewerkschafter und Politiker (SPD)
- Thoma, Michèle (* 1951), luxemburgische Schriftstellerin
- Thoma, Mimi (1909–1968), deutsche Kabarettistin, Chansonnière und Schauspielerin
- Thomä, Nicolas, deutscher Forscher
- Thomä, Reiner S. (* 1952), deutscher Elektroingenieur
- Thoma, Richard (1847–1923), deutscher Arzt und Professor der Pathologie
- Thoma, Richard (1874–1957), deutscher Staatsrechtslehrer
- Thoma, Stefan (* 1988), deutscher Politiker (FDP)
- Thoma, Suzanne (* 1962), Schweizer Managerin
- Thoma, Wilhelm von (1891–1948), deutscher General der Panzertruppe im Zweiten WeltkriegWilhelm von Thoma (1891–1948)

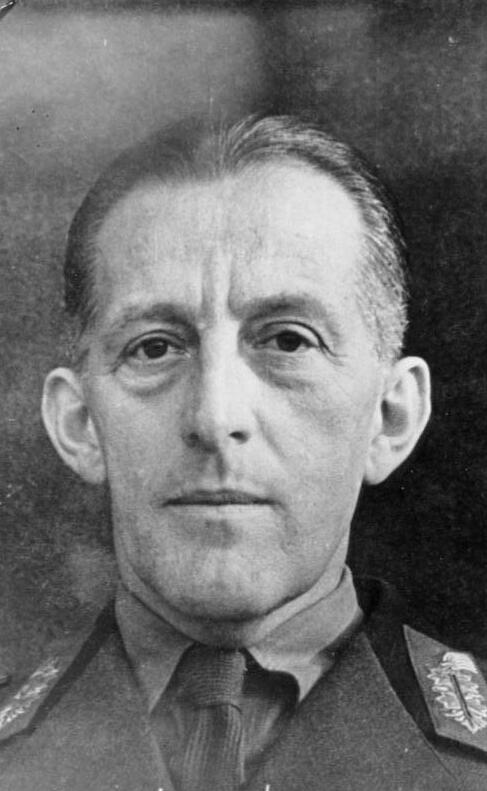
Wilhelm von Thoma (1891–1948)

- Thomä, Wilke, Jurist, kurfürstlicher Rat in Brandenburg und Propst von Lebus und Soldin
- Thoma, Xaver Paul (* 1953), deutscher Komponist für Neue Musik
- Thoma-Höfele, Karl (1866–1923), Schweizer Stilllebenmaler

### Thomae
- Thomae, Carl (1808–1885), deutscher Agrarwissenschaftler und Naturforscher
- Thomae, Carl Johannes (1840–1921), deutscher Mathematiker
- Thomae, Dieter (1940–2020), deutscher Politiker (FDP), MdB
- Thomae, Günther (* 1953), deutscher Volleyballspieler
- Thomae, Hans (1915–2001), deutscher Entwicklungspsychologie, Gerontologischer Psychologe und Hochschullehrer
- Thomae, Jackie (* 1972), deutsche Schriftstellerin
- Thomae, Johann Benjamin (1682–1751), deutscher Bildhauer
- Thomae, Johann Christian (1668–1724), deutscher Historiker
- Thomae, Johannes († 1441), Generalvikar in Köln
- Thomae, Lara (* 1993), niederländische Skispringerin
- Thomae, Reiner (* 1938), deutscher Architekt, Hochschullehrer, Sachbuchautor und Herausgeber
- Thomae, Stephan (* 1968), deutscher Politiker (FDP), MdBStephan Thomae (* 1968)

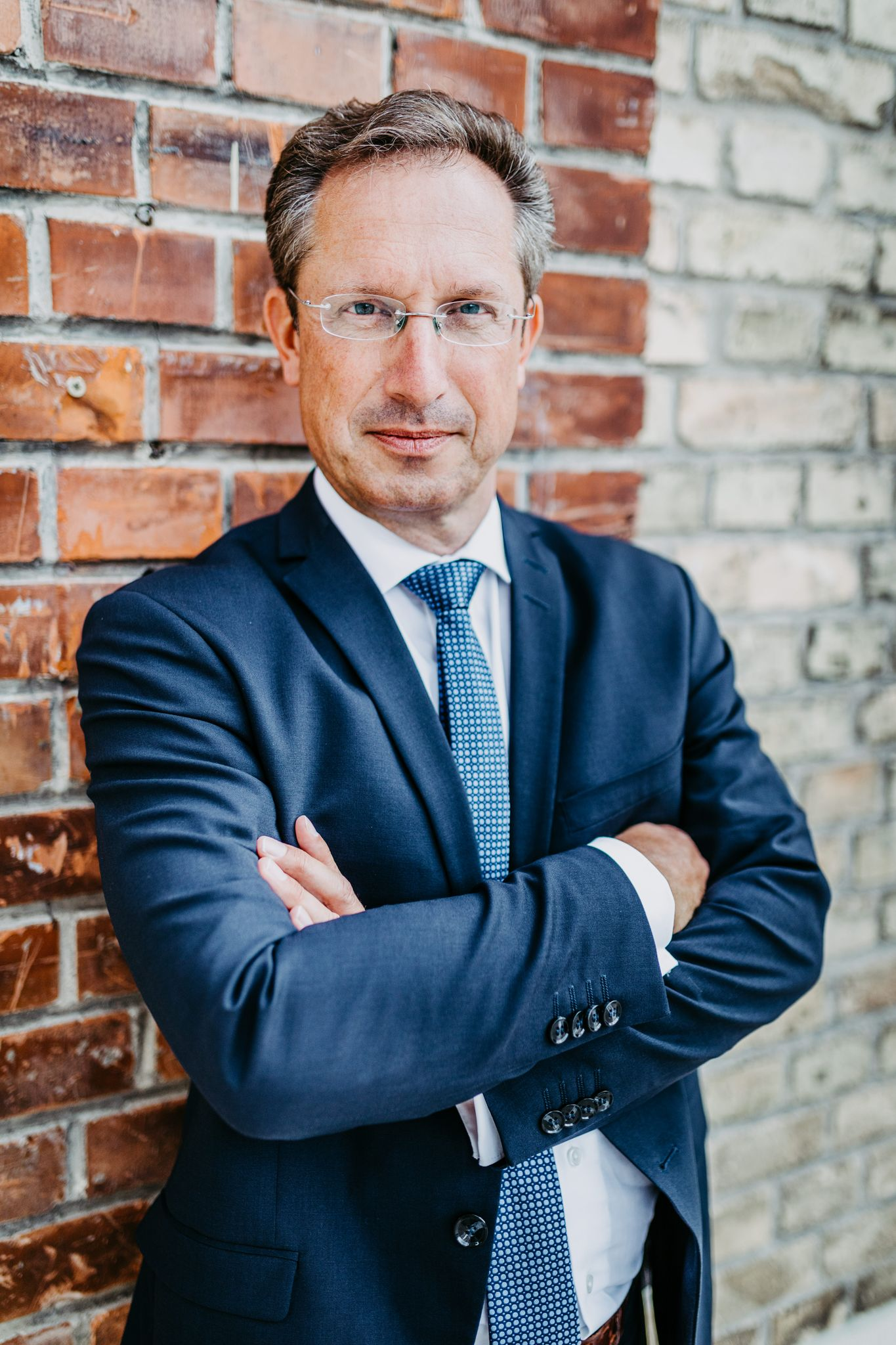
Stephan Thomae (* 1968)

- Thomae, Walter (* 1966), deutscher Fußballtrainer

### Thomai
- Thomai, Themie (1945–2020), albanische kommunistische Politikerin
- Thomai, Thoma (* 1936), albanischer Hochschullehrer und Bildhauer
- Thomaidis, Lisa (* 1971), kanadische Basketballtrainerin
- Thomaier, Mareike (* 2000), deutsche Handballspielerin

### Thomal
- Thomale, Chris (* 1982), deutscher Rechtswissenschaftler
- Thomale, Hans (1919–2002), deutscher Orchideenzüchter
- Thomale, Hans-Ulrich (* 1944), deutscher Fußballspieler und -trainer
- Thomale, Wolfgang (1900–1978), deutscher Offizier
- Thomälen, Adolf (1865–1940), deutscher Elektrotechniker und Universitätslehrer
- Thomalla, Alfred (1934–2018), deutscher Szenenbildner und Filmarchitekt
- Thomalla, Claudia, deutsche Squashspielerin
- Thomalla, Curt (1890–1939), deutscher Drehbuchautor, Neurologe und Sozialmediziner
- Thomalla, Denis (* 1992), deutscher Fußballspieler
- Thomalla, Georg (1915–1999), deutscher Schauspieler und Synchronsprecher
- Thomalla, Hans (* 1975), deutsch-amerikanischer Komponist
- Thomalla, Richard (* 1903), deutscher SS-Hauptsturmführer, mit der Errichtung der Vernichtungslager Sobibor und Treblinka im Rahmen der Aktion Reinhardt beauftragt
- Thomalla, Simone (* 1965), deutsche Schauspielerin, Sängerin und Hörbuchsprecherin
- Thomalla, Sophia (* 1989), deutsche Schauspielerin, Moderatorin und ModelSophia Thomalla (* 1989)

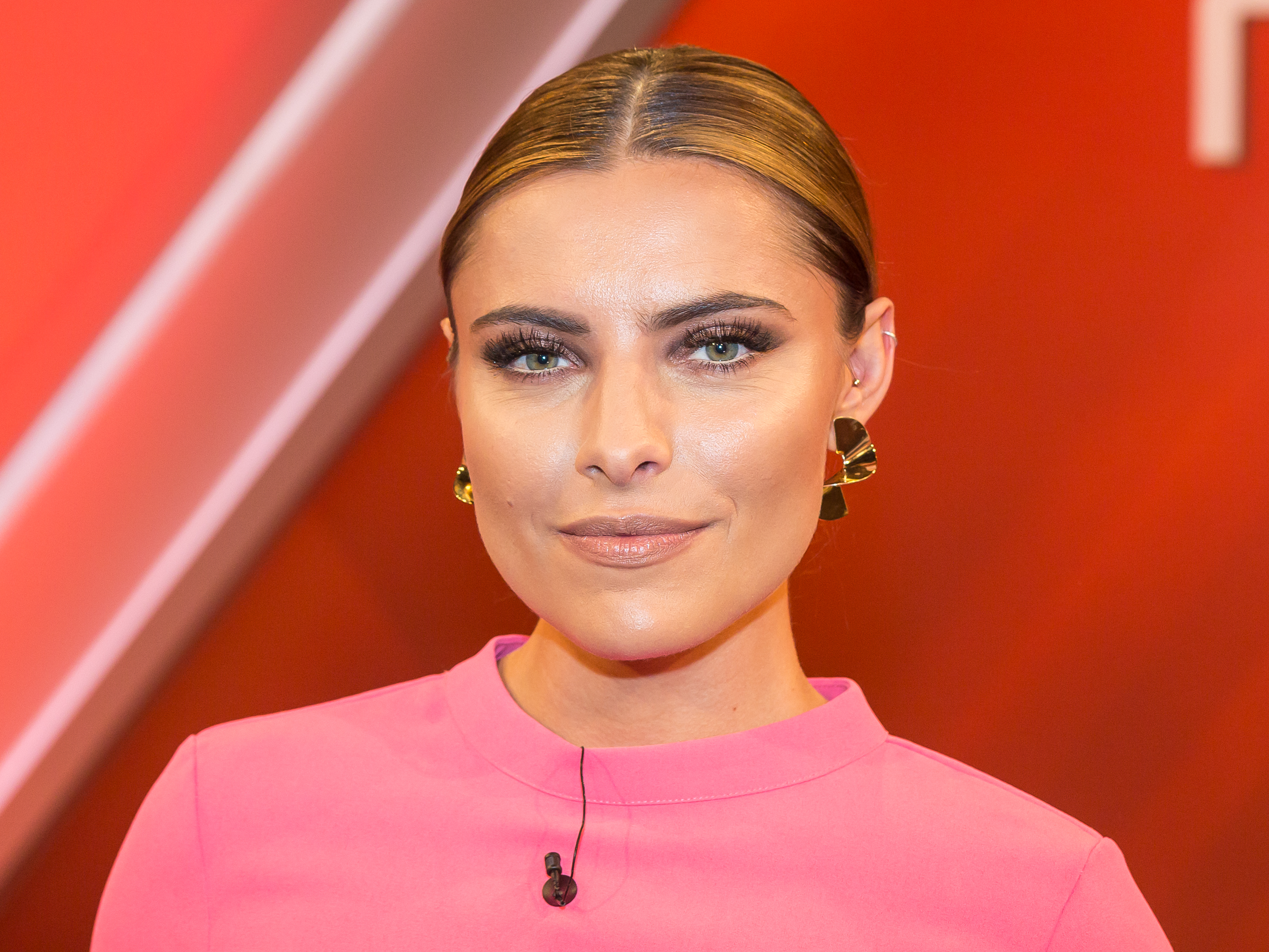
Sophia Thomalla (* 1989)

- Thomalla, Volker K., deutscher Luftfahrtjournalist
- Thomalla, Wolfgang (* 1944), deutscher Fußballspieler
- Thomalsky, Judith, deutsche Prähistorikerin

### Thomam
- Thomamüller, Liselotte (1908–1988), deutsche Opernsängerin

### Thoman
- Thoman, Hans, deutscher Bildschnitzer
- Thomán, István (1862–1940), ungarischer Pianist und Musikpädagoge
- Thoman, Johann Valentin (1695–1777), deutscher Architekt
- Thoman, Josef (1923–2003), österreichischer Politiker (ÖVP), Präsident des Tiroler Landtages
- Thoman, Nick (* 1986), US-amerikanischer Schwimmer
- Thoman, Nikolaus, deutscher Geistlicher und Chronist
- Thomander, Johan Henrik (1798–1865), schwedischer Theologe, Schriftsteller, Übersetzer und Politiker
- Thomaneck, Detlef (1947–2022), deutscher Politiker (FDP)
- Thomanek, Franz Rudolf (1913–1990), österreichischer Ingenieur und Honorarprofessor
- Thomann von Hagelstein, Jacob Ernst († 1653), deutscher Maler des Barock
- Thomann, Beate (* 1951), deutsche Politikerin (Bündnis 90/Die Grünen), MdL
- Thomann, Christoph (* 1950), Schweizer Psychologe und KlärungshelferChristoph Thomann (* 1950)

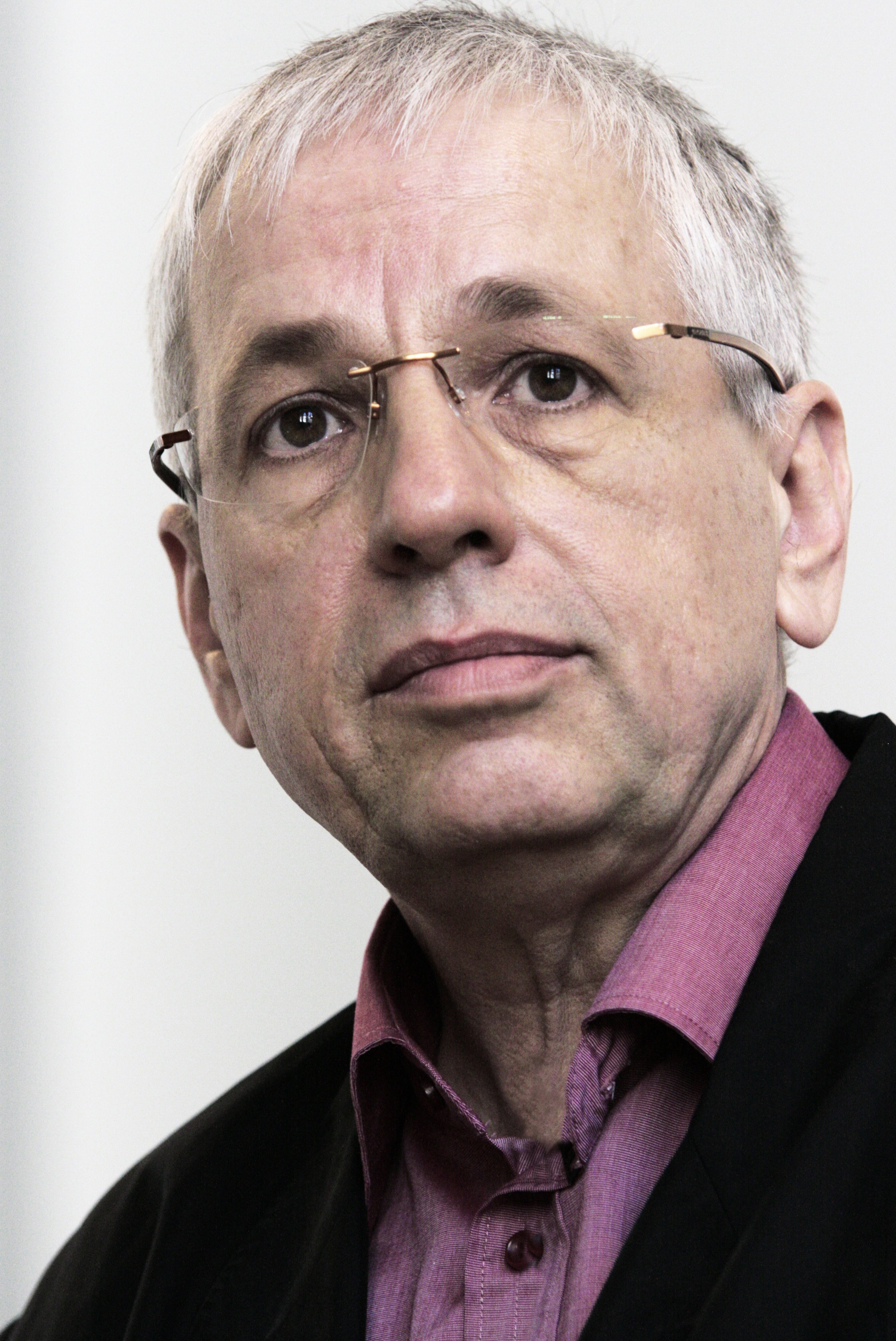
Christoph Thomann (* 1950)

- Thomann, Eduard (1869–1955), schweizerischer Eisenbahningenieur
- Thomann, Ernst (1910–2009), deutscher Bildhauer
- Thomann, Geri (1957–2025), Schweizer Pädagoge und Organisationswissenschaftler
- Thomann, Günther (1938–2003), deutscher Bibliothekar und Lokalhistoriker
- Thomann, Gustav Adolf (1874–1961), Schweizer Maler und Grafiker
- Thomann, Hans (* 1957), Schweizer Maler und Bildhauer
- Thomann, Karl (1900–1950), Violinist und Pädagoge
- Thomann, Martin (* 1994), deutscher Fußballspieler
- Thomann, Moritz (1722–1805), deutscher Ordensgeistlicher
- Thomann, Paul Richard (1827–1873), deutscher Architekt und Baubeamter der Stadt Bonn
- Thomann, Peter (* 1935), Schweizer Architekt
- Thomann, Peter (* 1940), deutscher Fotokünstler und Bildjournalist
- Thomann, Robert (1873–1958), schweizerischer Bauingenieur und Hochschullehrer
- Thomann-Hegner, Margret (1911–2005), deutsche Malerin und Graphikerin
- Thomann-Koller, Jenny (1866–1949), Schweizer Frauen- und Kinderärztin
- Thomann-Stahl, Marianne (* 1954), deutsche Politikerin (FDP), MdL
- Thomanske, Horst (* 1932), deutscher Geher

### Thomas
- Thomas, Apostel bzw. Jünger, der Jesus drei Jahre lang begleitete
- Thomas, Bischof von East Anglia
- Thomas, Regent für den kleinarmenischen Fürsten Ruben II.
- Thomas († 1248), Bischof von Turku
- Thomas († 1217), Graf von Le Perche
- Thomas (* 2000), italienischer Popsänger

##### Thomas A
- Thomas Almeida, Ines (* 1976), portugiesische Sängerin (Mezzosopran)
- Thomas Antonii von Siena (1350–1434), italienischer Ordensgeistlicher (Dominikaner) und Beichtvater von Katarina von Siena
- Thomas ap Roger Vaughan († 1469), walisischer Adliger

##### Thomas B
- Thomas Becket (1118–1170), englischer Lordkanzler (1155–1162) und Erzbischof von Canterbury (1162–1170)Thomas Becket (1118–1170)

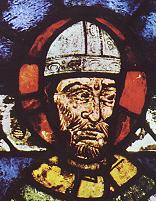
Thomas Becket (1118–1170)

##### Thomas C
- Thomas Cajetan (1469–1534), katholischer Theologe und Kardinal
- Thomas Charlton († 1344), englischer Bischof von Hereford, Hofbeamter und Lordkanzler von Irland

##### Thomas D
- Thomas d’Angleterre, altfranzösischer höfischer Autor
- Thomas de Beaumont, 6. Earl of Warwick († 1242), englischer Magnat
- Thomas de Blundeville († 1236), Bischof von Norwich
- Thomas de Camoys, 1. Baron Camoys († 1421), englischer Adliger und Ritter des Hosenbandordens
- Thomas de Cantilupe († 1282), englischer Lordkanzler und Bischof von Hereford
- Thomas de Colmar, Charles Xavier (1785–1870), Erfinder einer Rechenmaschine
- Thomas de Coucy († 1130), Herr von Coucy, Marle, Vervins, Pinon, La Fère und Boves
- Thomas de Thomon, Jean-François (1760–1813), französisch-russischer Architekt
- Thomas de Vipont († 1256), englischer Geistlicher, Bischof von Carlisle
- Thomas der alte Stadtschreiber, Dresdner Ratsherr und Bürgermeister
- Thomas der Slawe († 823), byzantinischer GegenkaiserThomas der Slawe († 823)

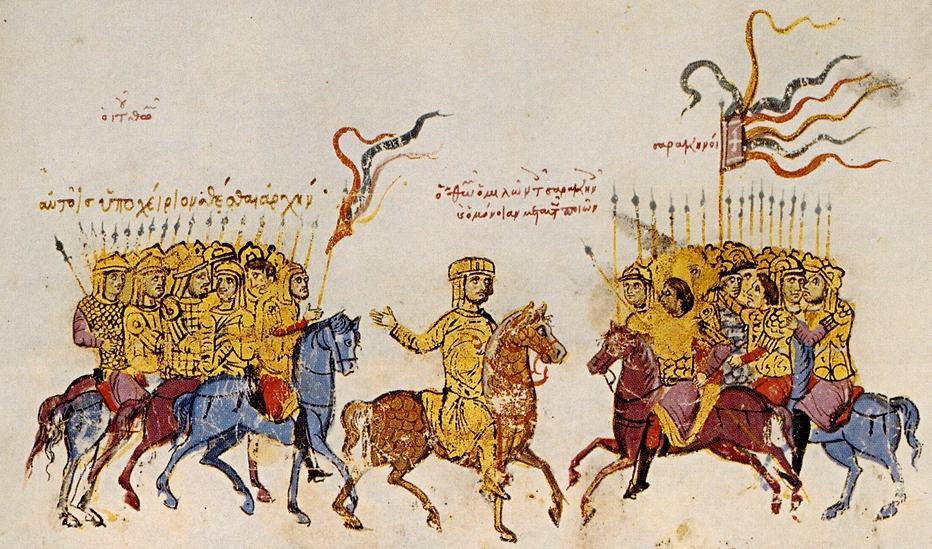
Thomas der Slawe († 823)

##### Thomas F
- Thomas Franz (1596–1656), Fürst von Carignan und Graf von Soissons

##### Thomas G
- Thomas G. Allan (* 1965), US-amerikanischer Admiral der United States Coast Guard

##### Thomas H
- Thomas Hugue, Coraline (* 1984), französische Skilangläuferin

##### Thomas I
- Thomas I. († 821), griechischer Patriarch von Jerusalem
- Thomas I. († 1268), Bischof von Breslau
- Thomas I. († 610), Patriarch von Konstantinopel (607–610)
- Thomas I. (1177–1233), Graf von Savoyen
- Thomas I. († 1296), Markgraf von Saluzzo
- Thomas I. von Aquino († 1251), Graf von Acerra, Regent von Sizilien, Gefolgsmann und Diplomat Kaiser Friedrichs II.
- Thomas II. († 1259), Graf von Piémont, Graf von Flandern und Hennegau
- Thomas II. († 1292), Fürstbischof von Breslau
- Thomas III. († 1282), Herr von Piémont
- Thomas III. († 1416), Markgraf von Saluzzo (1396–1416)

##### Thomas J
- Thomas Jack (* 1993), australischer Musikproduzent

##### Thomas K
- Thomas Komnenos Dukas Angelos († 1318), Despot von Epiros

##### Thomas L
- Thomas L’Archer († 1329), englischer Mönch
- Thomas le Despenser, 1. Earl of Gloucester (1373–1400), englischer Adliger und Rebell

##### Thomas O
- Thomas of Dalton, schottischer Geistlicher
- Thomas of Dundee, schottischer Geistlicher
- Thomas of Galloway, schottischer Adliger und Rebell
- Thomas of Lancaster, 2. Earl of Lancaster († 1322), Führer des Aufstandes der Barone gegen Eduard II.
- Thomas of Lundie, schottischer Adliger und Höfling
- Thomas of Moulton († 1240), englischer Adliger und Richter
- Thomas of Stirling († 1227), schottischer Geistlicher und Minister
- Thomas of Woodstock, 1. Duke of Gloucester (1355–1397), Duke of Gloucester

##### Thomas P
- Thomas Palaiologos († 1465), Prinz von Byzanz
- Thomas Preljubović († 1384), Fürst in Epirus (1366–1384)

##### Thomas S
- Thomas Scott, Melody (* 1956), US-amerikanische Schauspielerin
- Thomas Stewart, 2. Earl of Angus († 1362), schottischer Adliger, Militär und Höfling

##### Thomas T
- Thomas Tubman, Emily Harvie (1794–1885), US-amerikanische Philanthropin

##### Thomas V
- Thomas von Aquin († 1274), italienischer Theologe und Philosoph des MittelaltersThomas von Aquin († 1274)

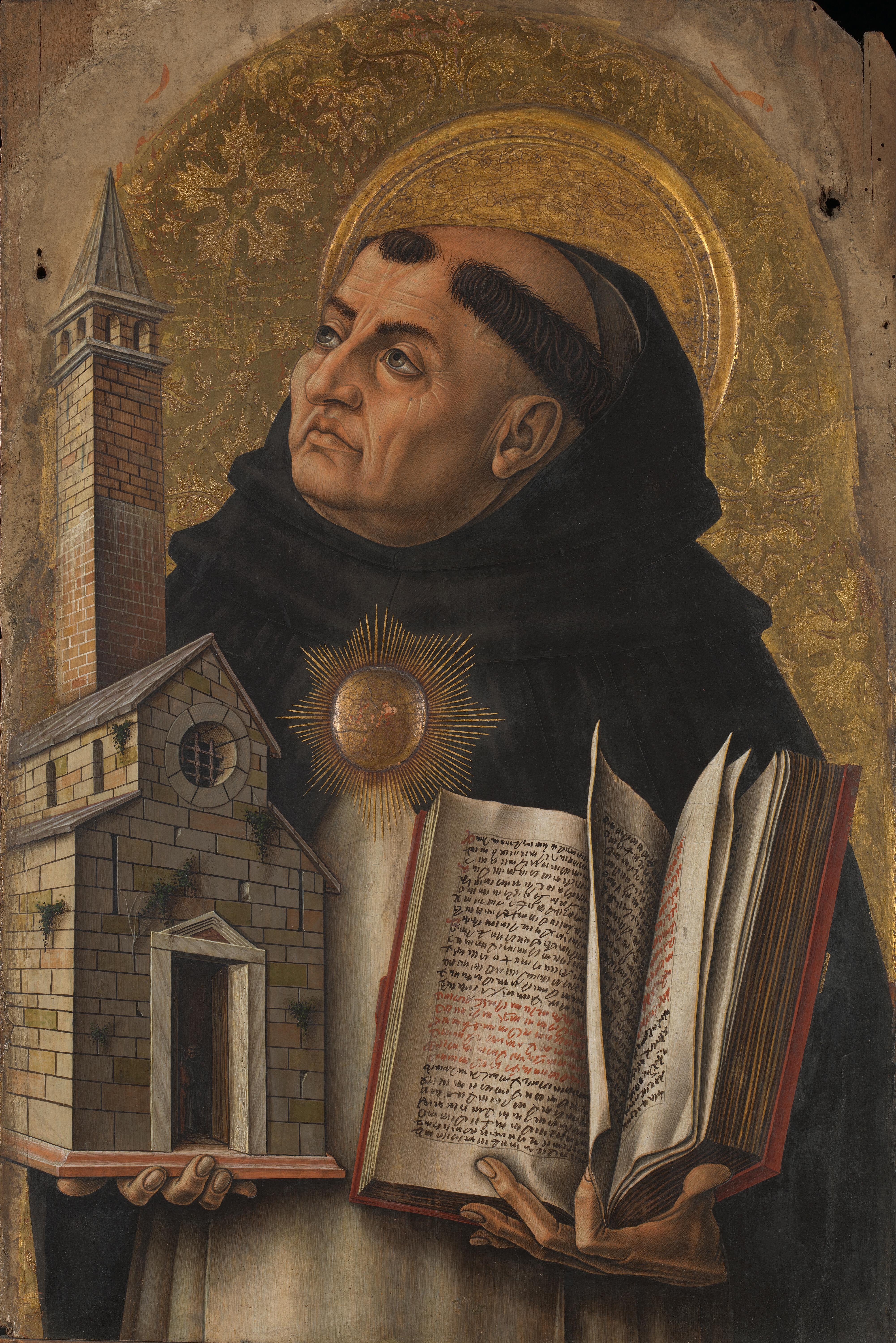
Thomas von Aquin († 1274)

- Thomas von Cantimpré (* 1201), Theologe, Naturforscher und Enzyklopädist
- Thomas von Capua, päpstlicher Diplomat, Kardinal, Elekt von Neapel (1215–1216)
- Thomas von Celano († 1260), Chronist des Franziskanerordens
- Thomas von Cori (1655–1729), italienischer Franziskaner, Priester und Heiliger der katholischen Kirche
- Thomas von Erfurt, Magister Regiens und Rektor der Schulen St. Severi und St. Jakob
- Thomas von Frignano († 1381), Kardinal, Patriarch von Grado
- Thomas von Harqel, syrisch-orthodoxer Bischof von Mabbug
- Thomas von Ibelin († 1188), Herr von Ramla und Mirabel
- Thomas von Irland, mittelalterlicher irischer Scholastiker und Schriftsteller
- Thomas von Kempen († 1471), Augustinermönch und MystikerThomas von Kempen († 1471)

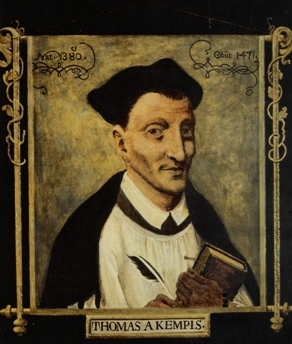
Thomas von Kempen († 1471)

- Thomas von Neumarkt (1297–1378), Titularbischof von Sareptensis und Weihbischof in Breslau; Hofkaplan und Leibarzt der Herzöge Heinrich VI. von Breslau und Boleslaw II. von Brieg und Liegnitz
- Thomas von Olera (1563–1631), italienischer Kapuziner
- Thomas von Přelouč († 1518), Bischof der Böhmischen Brüder
- Thomas von Villach, österreichischer Maler
- Thomas von Villanova (1488–1555), Mönch und Erzbischof

##### Thomas W
- Thomas Wallensis († 1255), walisischer Geistlicher, Bischof von St Davids

#### Thomas, 9 – Thomas, Y

##### Thomas, 9
- Thomas, 9. Earl of Mar († 1377), schottischer Adliger

##### Thomas, A
- Thomas, Adrienne (1897–1980), deutsche Schriftstellerin
- Thomas, Aeronwy (1943–2009), britische Dichterin, Autorin und Übersetzerin
- Thomas, Aiden, US-amerikanischer Autor
- Thomas, Albert (1878–1932), französischer Politiker
- Thomas, Albert (1898–1966), US-amerikanischer Politiker (Demokratische Partei)
- Thomas, Albie (1935–2013), australischer Mittel- und Langstreckenläufer
- Thomas, Alexander (1939–2023), deutscher Hochschullehrer und Sozialpsychologe
- Thomas, Alexandre (1913–1990), französischer Politiker (SFIO), Mitglied der Nationalversammlung
- Thomas, Alexandre Joseph (1810–1898), belgischer Historienmaler
- Thomas, Algernon (1857–1937), britisch-neuseeländischer Biologe und Geologe
- Thomas, Alma (1891–1978), afroamerikanische Malerin und Kunstpädagogin
- Thomas, Alois (1896–1993), deutscher römisch-katholischer Geistlicher, Theologe und Archivar
- Thomas, Alyssa (* 1992), US-amerikanische Basketballspielerin
- Thomas, Ambroise (1811–1896), französischer KomponistAmbroise Thomas (1811–1896)

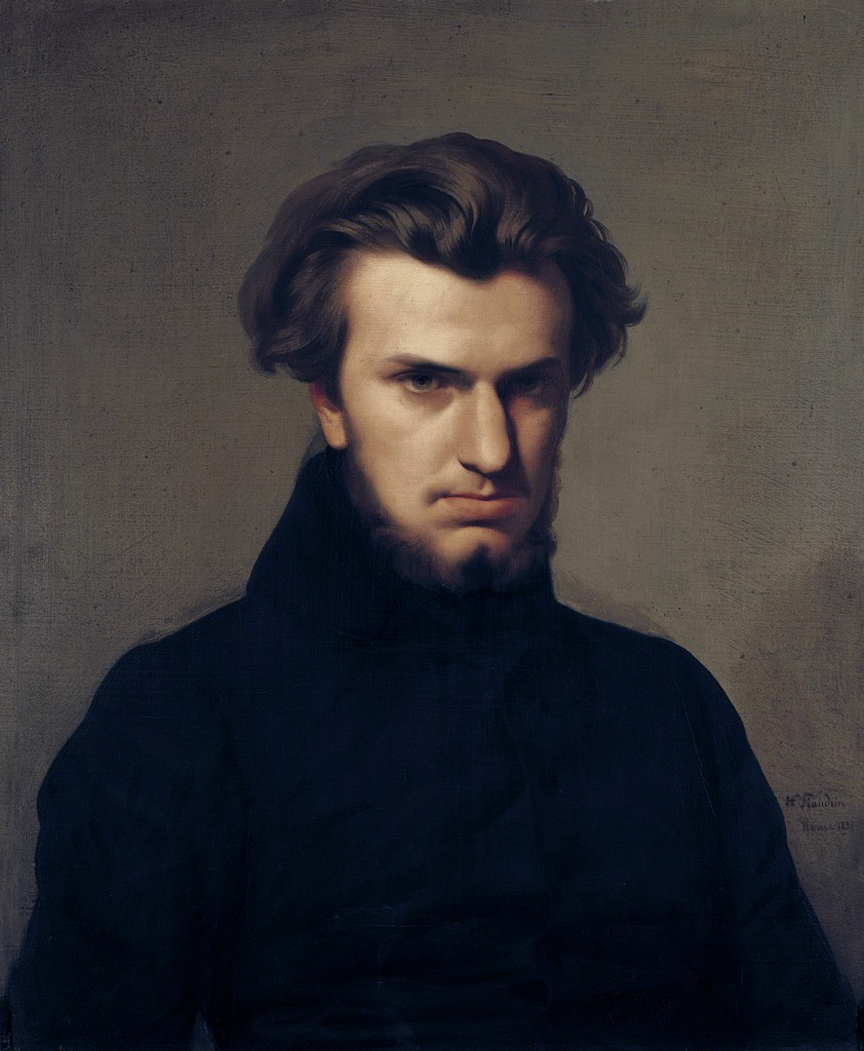
Ambroise Thomas (1811–1896)

- Thomas, Ambry (* 1999), US-amerikanischer American-Football-Spieler
- Thomas, Andrea (* 1963), deutsche Leichtathletin
- Thomas, Andrew (* 1939), US-amerikanischer Komponist, Pianist und Dirigent
- Thomas, Andrew (* 1999), US-amerikanischer American-Football-Spieler
- Thomas, Andrew Sydney Withiel (* 1951), US-amerikanischer Astronaut
- Thomas, Angela (* 1948), Schweizer Kunsthistorikerin
- Thomas, Angelika (* 1946), deutsche Schauspielerin
- Thomas, Angie (* 1988), US-amerikanische Schriftstellerin
- Thomas, Angus (* 1955), US-amerikanischer Jazzbassist
- Thomas, Anilda (* 1993), indische Sprinterin
- Thomas, Anna (* 1948), US-amerikanische Drehbuchautorin, Filmproduzentin und Kochbuchautorin
- Thomas, Annamarie (* 1971), niederländische Eisschnellläuferin
- Thomas, Antoine (1644–1709), Jesuitenpriester, Missionar und Astronom am Hofe des Kaisers von China
- Thomas, Antoine (1857–1935), französischer Romanist
- Thomas, Antoine Léonard (1732–1785), französischer Rhetoriker und Dichter der Aufklärung
- Thomas, Anton (1778–1837), Bürgermeister
- Thomas, Antonia (* 1986), britische SchauspielerinAntonia Thomas (* 1986)

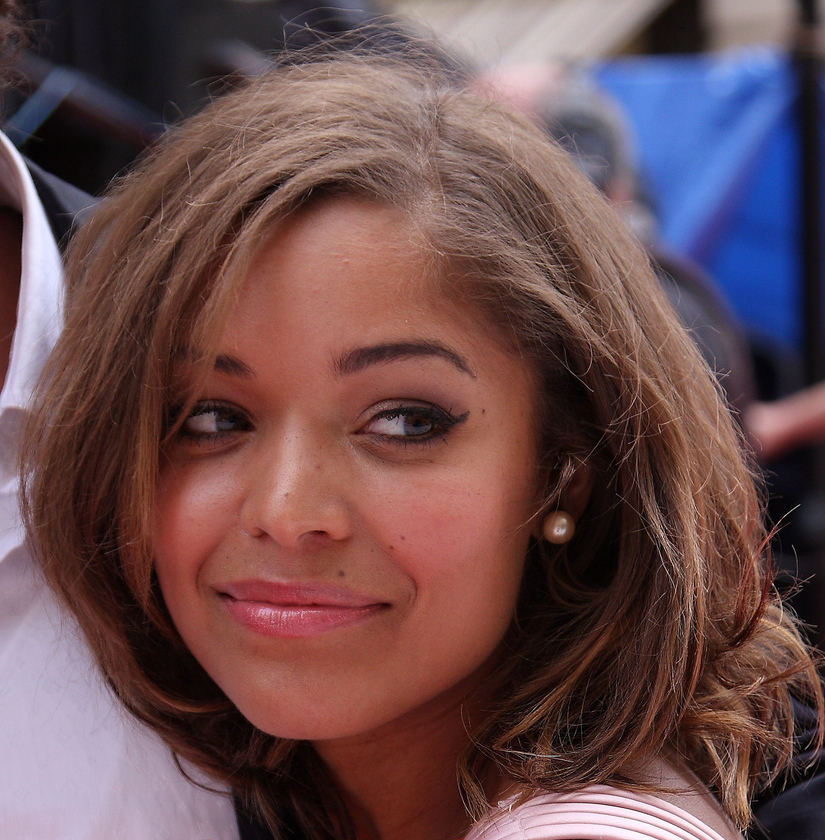
Antonia Thomas (* 1986)

- Thomas, Antony (* 1940), britischer Dokumentarfilmer und Journalist
- Thomas, Arne (* 1975), deutscher Chemiker
- Thomas, Arthur Goring (1850–1892), englischer Komponist
- Thomas, Arthur Lloyd (1851–1924), amerikanischer Politiker
- Thomas, Ashford J., US-amerikanischer Schauspieler
- Thomas, Audrey (* 1935), kanadische Schriftstellerin und Hochschullehrerin US-amerikanischer Herkunft
- Thomas, Augusta Read (* 1964), US-amerikanische Komponistin und Musikpädagogin

##### Thomas, B
- Thomas, B. J. (1942–2021), US-amerikanischer Pop- und Country-SängerB. J. Thomas (1942–2021)

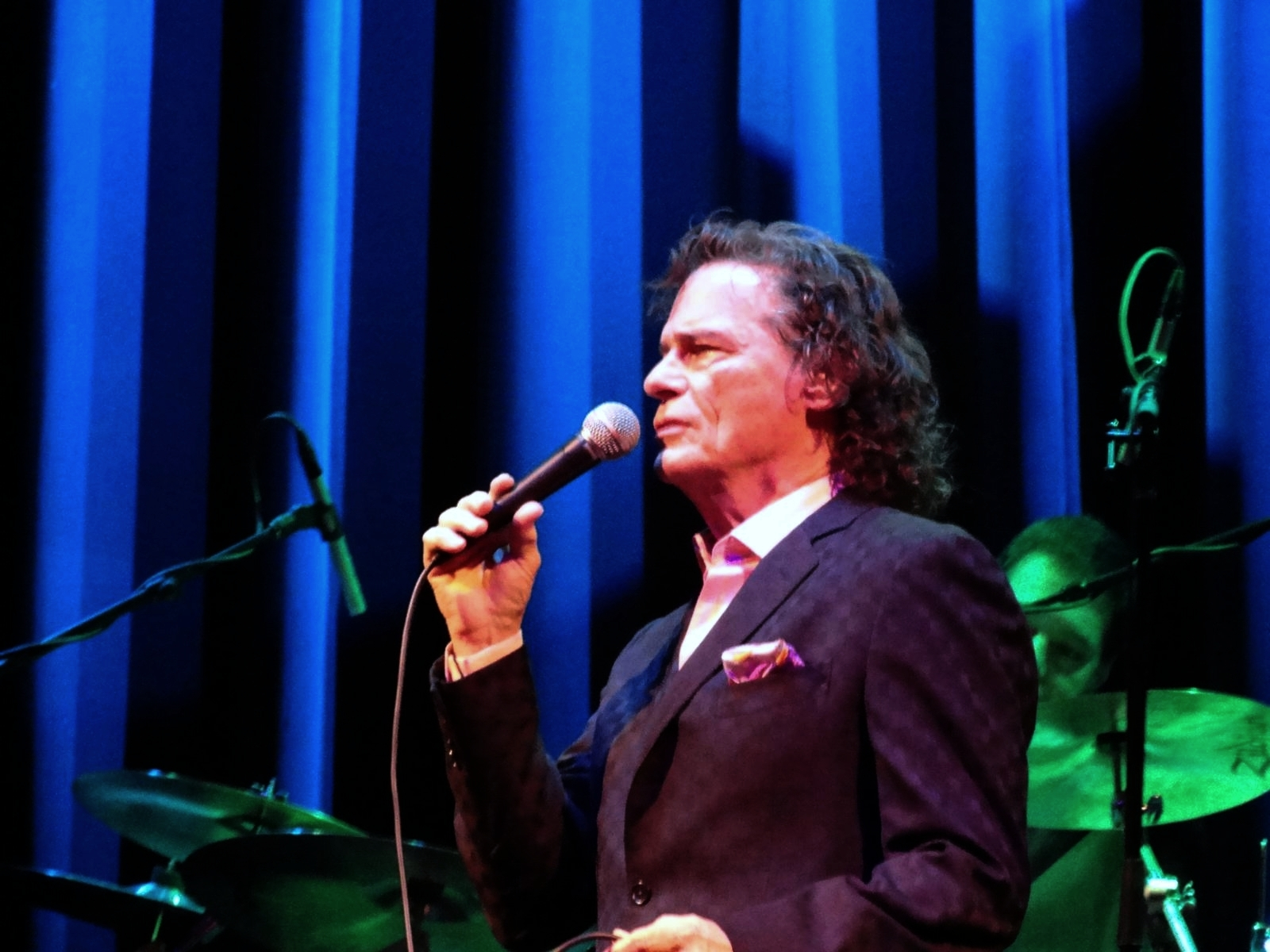
B. J. Thomas (1942–2021)

- Thomas, Barbara Earl (* 1948), amerikanische Künstlerin und Schriftstellerin
- Thomas, Barry (1932–2017), US-amerikanischer Tontechniker und Tonmeister
- Thomas, Barthel (1929–2005), deutscher Fußballtrainer
- Thomas, Bebop Sam († 1988), US-amerikanischer Jazzgitarrist
- Thomas, Ben (* 1996), kanadischer Eishockeyspieler
- Thomas, Benjamin (1813–1878), US-amerikanischer Jurist und Politiker
- Thomas, Benjamin (* 1995), französischer Radsportler
- Thomas, Bep (* 1938), niederländischer Fußballschiedsrichter
- Thomas, Bertram (1892–1950), englischer Entdecker, Autor und Kolonialpolitiker
- Thomas, Betty (* 1948), US-amerikanische Schauspielerin und RegisseurinBetty Thomas (* 1948)

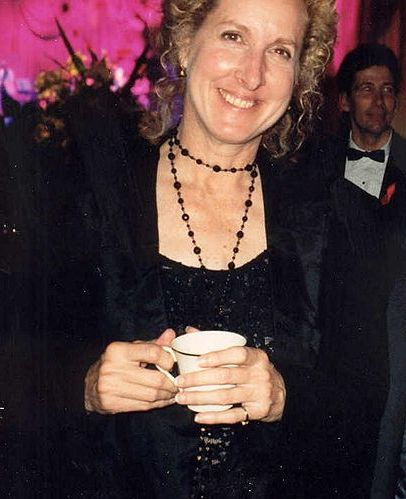
Betty Thomas (* 1948)

- Thomas, Bill (1921–2000), US-amerikanischer Kostümdesigner
- Thomas, Bill (* 1941), US-amerikanischer Politiker
- Thomas, Bill (* 1983), US-amerikanischer Eishockeyspieler
- Thomas, Billie (1931–1980), US-amerikanischer Kinderschauspieler
- Thomas, Blanche (1922–1977), US-amerikanische Blues-, Rhythm-and-Blues- und Jazzsängerin
- Thomas, Bobby (1932–2013), US-amerikanischer Jazzmusiker
- Thomas, Bodo (1932–1995), deutscher Politiker (SPD) und Spion
- Thomas, Brad (* 1977), australischer Baseballspieler
- Thomas, Bradley (* 1965), US-amerikanischer Film- und Fernsehproduzent
- Thomas, Brandon (1848–1914), gelernter Schiffszimmermann, Schauspieler und Autor
- Thomas, Brandon (* 1984), US-amerikanisch-deutscher Basketballspieler
- Thomas, Brett (* 1977), australischer Eishockeyspieler
- Thomas, Brian Jr. (* 2002), US-amerikanischer American-Football-Spieler
- Thomas, Bronwen (* 1969), kanadische Freestyle-Skisportlerin
- Thomas, Bruce (* 1948), englischer Musiker
- Thomas, Bruno (1910–1988), österreichischer Kunsthistoriker und Waffenkundler
- Thomas, Bubbha (1937–2020), US-amerikanischer Funk- und Jazzmusiker (Schlagzeug) und Musikpädagoge

##### Thomas, C
- Thomas, Caitlin (1913–1994), britische Schriftstellerin
- Thomas, Caleb, US-amerikanischer Schauspieler und Synchronsprecher
- Thomas, Camille (* 1988), belgische Cellistin
- Thomas, Carei (1938–2020), US-amerikanischer Jazzmusiker (Piano, Komposition, auch Gesang)
- Thomas, Carla (* 1942), US-amerikanische Soulsängerin
- Thomas, Carmen (* 1946), deutsche Journalistin, Autorin und KommunikationsexpertinCarmen Thomas (* 1946)

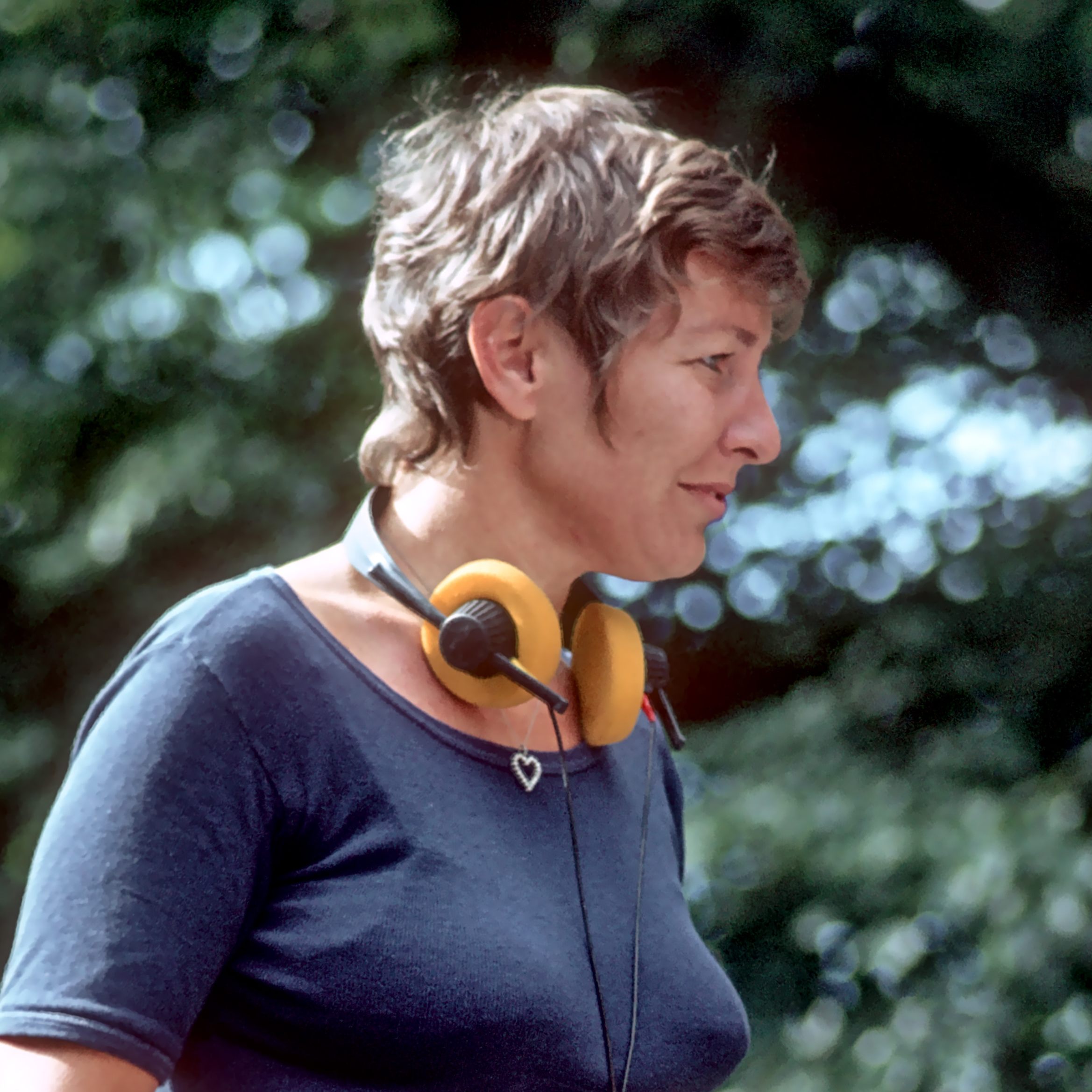
Carmen Thomas (* 1946)

- Thomas, Caroline (* 1990), deutsche Handballspielerin
- Thomás, Catalina (1531–1574), katholische Heilige
- Thomas, Celia, Baroness Thomas of Winchester (* 1945), britische Politikerin
- Thomas, Chantal (* 1945), französische Schriftstellerin und Historikerin, Mitglied der Académie française
- Thomas, Charles (1790–1848), US-amerikanischer Politiker
- Thomas, Charles (1931–2015), US-amerikanischer Sprinter
- Thomas, Charles Allen (1900–1982), US-amerikanischer Chemiker
- Thomas, Charles R. (1827–1891), US-amerikanischer Politiker
- Thomas, Charles R. (1861–1931), US-amerikanischer Politiker
- Thomas, Charles S. (1897–1983), US-amerikanischer Politiker
- Thomas, Charles Spalding (1849–1934), US-amerikanischer Politiker
- Thomas, Charlie (1937–2023), US-amerikanischer R&B-Sänger
- Thomas, Charmaine (* 1974), antiguanische Leichtathletin
- Thomas, Chris (* 1947), englischer Musikproduzent
- Thomas, Christa (1893–1989), deutsche Sozialarbeiterin, katholische Pazifistin und Frauenrechtlerin
- Thomas, Christian (1896–1970), dänischer Turner
- Thomas, Christian (* 1965), deutscher Weitspringer
- Thomas, Christian (* 1992), kanadischer Eishockeyspieler
- Thomas, Christian Ludwig (1848–1913), deutscher Architekt und Archäologe
- Thomas, Christopher (* 1961), deutscher Fotograf
- Thomas, Christopher Yancy (1818–1879), US-amerikanischer Politiker
- Thomas, Clarence (* 1948), US-amerikanischer Jurist, Richter am Obersten Gerichtshof der Vereinigten StaatenClarence Thomas (* 1948)

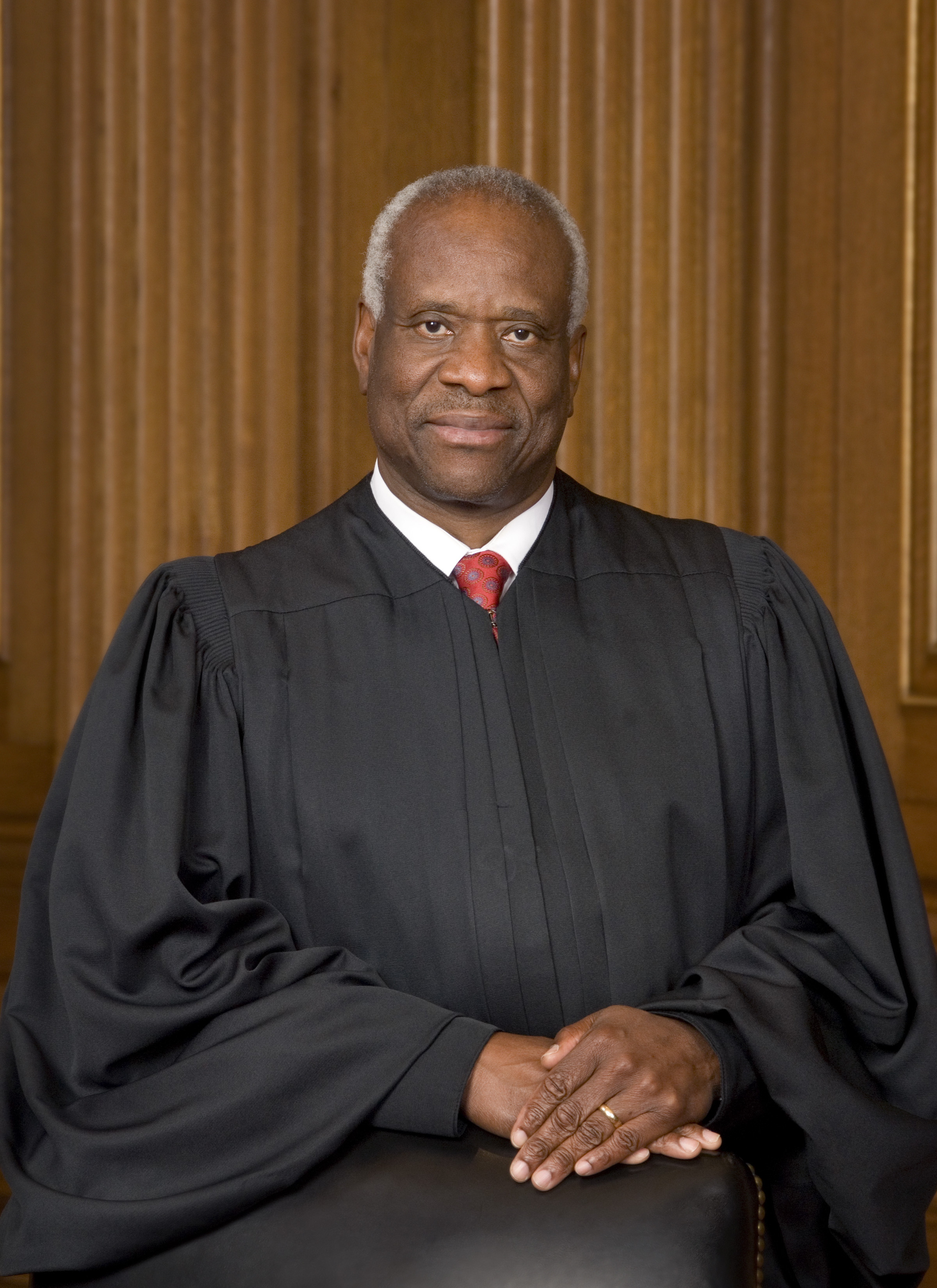
Clarence Thomas (* 1948)

- Thomas, Claude AnShin (* 1947), US-amerikanischer Soto-Zen-Mönch
- Thomas, Clayton (* 1976), australischer Jazz- und Improvisationsmusiker
- Thomas, Clive Eric (* 1971), grenadischer anglikanischer Geistlicher
- Thomas, Cornelia (* 1960), Schweizer Skilangläuferin
- Thomas, Craig, Drehbuchautor
- Thomas, Craig (1942–2011), walisischer Thriller-Autor
- Thomas, Craig L. (1933–2007), US-amerikanischer Politiker
- Thomas, Cyrus (1825–1910), US-amerikanischer Altamerikanist und Entomologe

##### Thomas, D
- Thomas, Dagmar von (1932–2020), deutsche Schauspielerin und Hörspielsprecherin
- Thomas, Damon (* 1970), US-amerikanischer American-Football-Spieler
- Thomas, Daniel Edward (* 1959), US-amerikanischer Geistlicher, römisch-katholischer Bischof von Toledo
- Thomas, Danny (1912–1991), US-amerikanischer Film- und Fernsehschauspieler und Comedian
- Thomas, Danny (* 1999), US-amerikanischer Tennisspieler
- Thomas, Dante (* 1978), US-amerikanischer R&B-Sänger und Musiker
- Thomas, Darren Anthony, US-amerikanischer Schauspieler und Synchronsprecher
- Thomas, Darryl (1965–2018), US-amerikanischer Basketballspieler
- Thomas, Dave (* 1956), britisch-amerikanischer Programmierer
- Thomas, David, britischer Musiker
- Thomas, David (1762–1831), US-amerikanischer Jurist und Politiker
- Thomas, David Gilbert (1928–2015), britisch-US-amerikanischer Chemiker und Physiker
- Thomas, David, 1. Viscount Rhondda (1856–1918), walisischer Politiker, Mitglied des House of Commons
- Thomas, Dean (* 1961), walisischer Fußballspieler
- Thomas, Debi (* 1967), US-amerikanische Eiskunstläuferin
- Thomas, Delme (* 1942), walisischer Rugbyspieler
- Thomas, Demaryius (1987–2021), US-amerikanischer American-Football-SpielerDemaryius Thomas (1987–2021)

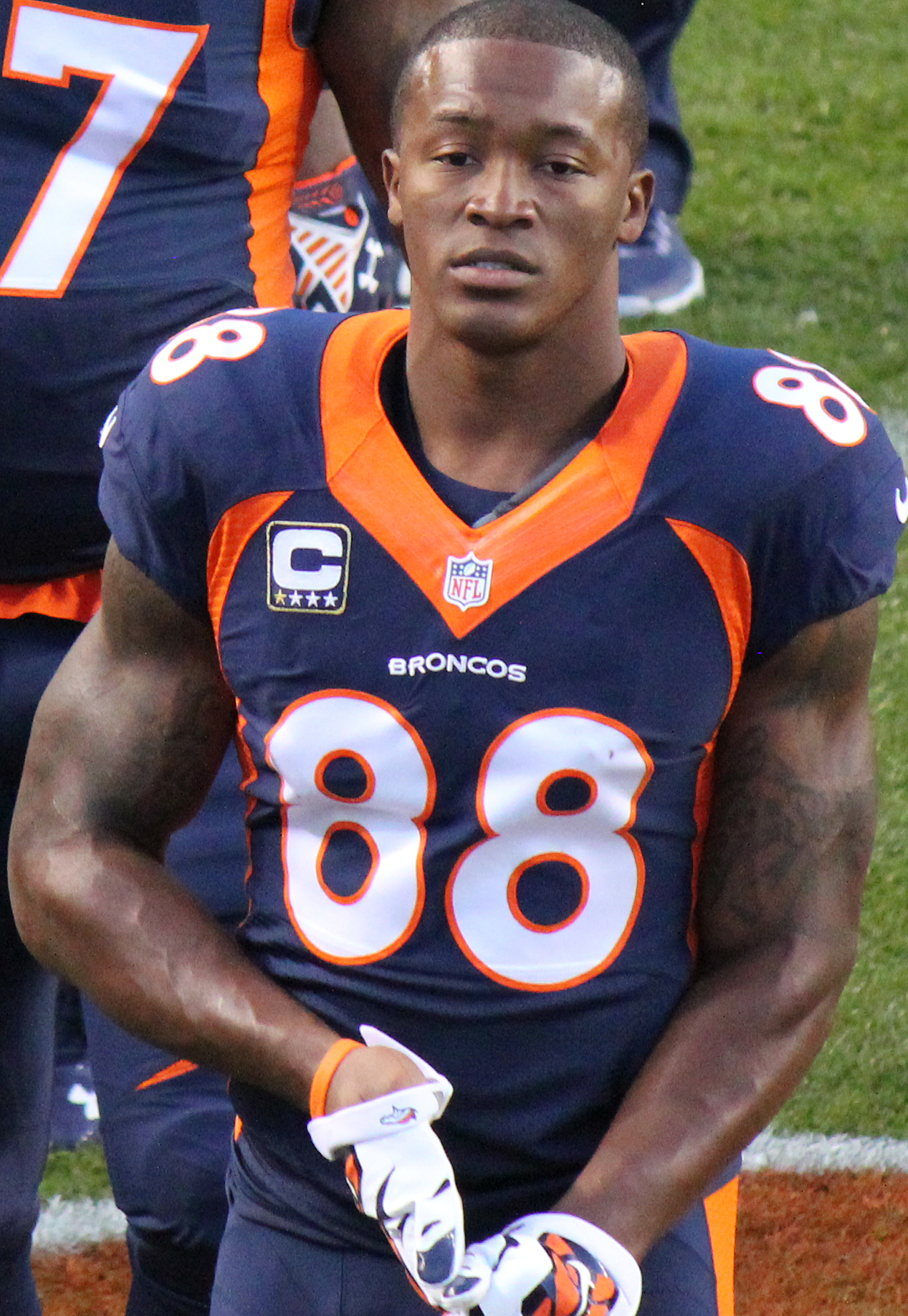
Demaryius Thomas (1987–2021)

- Thomas, Diana (* 1959), britischer Journalist und Schriftsteller
- Thomas, Dieter (1947–2016), deutscher Kabarettist und Comedian
- Thomas, Dieter Hugo (1937–2013), deutscher Testpilot
- Thomas, Dietrich (* 1974), deutscher Jazzpianist, Chorleiter und Pädagoge
- Thomas, Dom (* 1996), schottischer Fußballspieler
- Thomas, Donald (* 1984), bahamaischer Hochspringer
- Thomas, Donald A. (* 1955), US-amerikanischer Astronaut
- Thomas, Donald M. (1935–2023), britischer Schriftsteller
- Thomas, Doris R. (* 1972), deutsche Autorin
- Thomas, Dorothy Swaine (1899–1977), US-amerikanische Soziologin
- Thomas, Dorsey B. (1823–1897), US-amerikanischer Politiker
- Thomas, Duane (1947–2024), US-amerikanischer American-Football-Spieler
- Thomas, Duane (1961–2000), US-amerikanischer Boxer im Halbmittelgewicht
- Thomas, Dwight (* 1980), jamaikanischer Sprinter und Hürdenläufer
- Thomas, Dylan (1914–1953), walisischer SchriftstellerDylan Thomas (1914–1953)

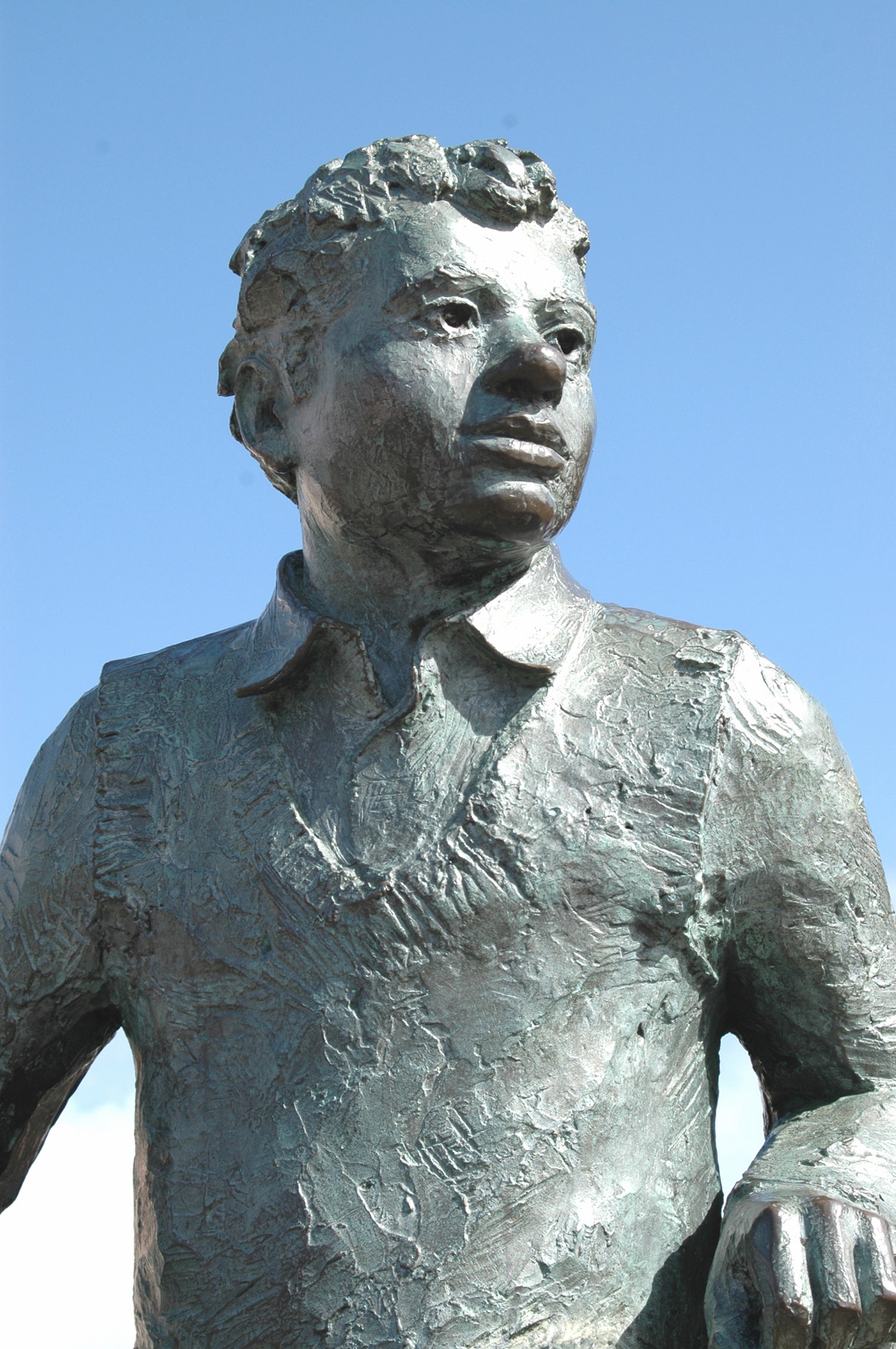
Dylan Thomas (1914–1953)

- Thomas, Dylan (* 1994), US-amerikanischer Snowboarder

##### Thomas, E
- Thomas, Earl (* 1989), US-amerikanischer American-Football-Spieler
- Thomas, Earl of Atholl († 1231), schottischer Magnat
- Thomas, Eberhard (* 1944), deutscher Klassischer Archäologe
- Thomas, Ebony (* 1982), britische Schauspielerin, Songwriterin und Sängerin
- Thomas, Eddie Kaye (* 1980), US-amerikanischer Film- und BühnenschauspielerEddie Kaye Thomas (* 1980)

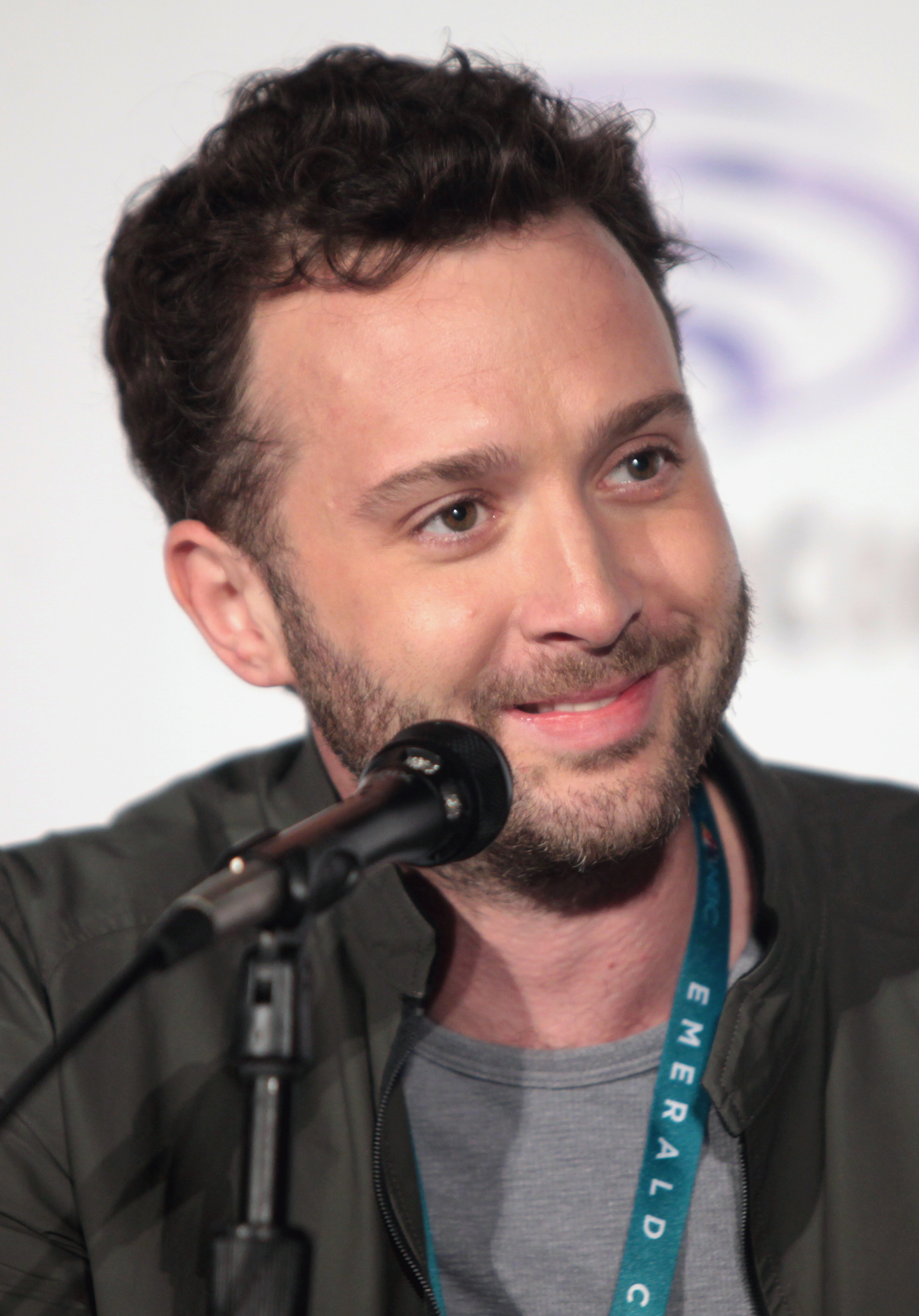
Eddie Kaye Thomas (* 1980)

- Thomas, Edit B. (1923–1988), ungarische Provinzialrömische Archäologin
- Thomas, Edward (1878–1917), britischer Dichter, Literaturkritiker und Essayist
- Thomas, Edward Donnall (1920–2012), US-amerikanischer Mediziner
- Thomas, Edwin (* 1977), englischer Schriftsteller
- Thomas, Elbert D. (1883–1953), US-amerikanischer Politiker
- Thomas, Elias (1772–1872), US-amerikanischer Geschäftsmann und Politiker
- Thomas, Elin Manahan (* 1977), walisische Opernsängerin (Sopran), spezialisiert auf Barockmusik
- Thomas, Elizabeth (1907–1986), US-amerikanische Ägyptologin
- Thomas, Elizabeth Marshall (* 1931), US-amerikanische Sozialwissenschaftlerin und Schriftstellerin
- Thomas, Elke (1935–2014), deutsche Politikerin (CDU), MdHB
- Thomas, Elliot Griffin (1926–2019), US-amerikanischer Geistlicher, römisch-katholischer Bischof von Saint Thomas
- Thomas, Elmer (1876–1965), US-amerikanischer Politiker (Demokratische Partei)
- Thomas, Elvie (1891–1979), US-amerikanische Blues-Sängerin und -Gitarristin
- Thomas, Emil (1836–1904), deutscher Schauspieler und Theaterdirektor
- Thomas, Emil (1858–1923), deutscher Klassischer Philologe
- Thomas, Émile (1843–1923), französischer Klassischer Philologe
- Thomas, Emily (* 1973), australische Snowboarderin
- Thomas, Emma (* 1971), britische FilmproduzentinEmma Thomas (* 1971)

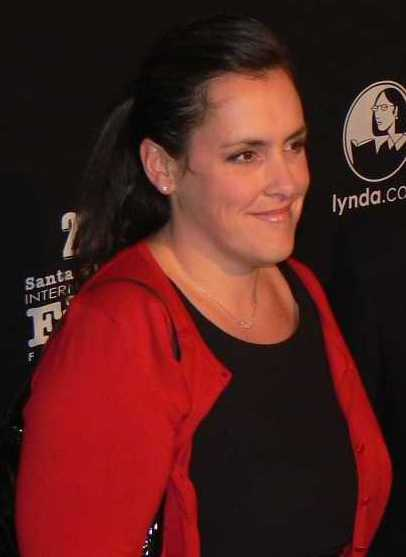
Emma Thomas (* 1971)

- Thomas, Erhard (* 1940), deutscher ehemaliger Journalist und politischer Beamter
- Thomas, Eric (1946–2020), deutscher Schlagersänger
- Thomas, Eric (1973–2022), US-amerikanischer Leichtathlet
- Thomas, Erich (1922–2011), deutscher Jurist
- Thomas, Ernest Seymour (1876–1935), britischer Ägyptologe und Ethnologe
- Thomas, Ernie, britischer Motorradrennfahrer
- Thomas, Ernst (1916–1997), deutscher Musikkritiker und Musikschriftsteller
- Thomas, Ernst-Marcus (* 1973), deutscher Rundfunk- und Fernsehmoderator
- Thomas, Erwin (1881–1969), deutscher Pädiater
- Thomas, Etan (* 1978), US-amerikanischer Basketballspieler
- Thomas, Eugen (1895–1968), deutscher Unternehmer und Politiker, 1945 Oberbürgermeister der Stadt Wuppertal
- Thomas, Eugène (1903–1969), französischer Politiker, Mitglied der Nationalversammlung, Staatssekretär und Minister
- Thomas, Evangelina (* 1991), argentinische Mittelstreckenläuferin
- Thomas, Eve (* 2001), neuseeländische Schwimmerin
- Thomas, Evelyn (1953–2024), US-amerikanische Sängerin

##### Thomas, F
- Thomas, Faith (1933–2023), australische Cricket- und Hockeyspielerin sowie Krankenschwester
- Thomas, Fannie (1867–1981), US-amerikanische Supercentenarian
- Thomas, Félix (1815–1875), französischer Maler, Architekt, Bildhauer und Kupferstecher
- Thomas, Felix (* 1988), deutscher Eishockeyspieler
- Thomas, Ferdinand (1858–1921), deutscher Maler
- Thomas, Ferdinand (1913–1944), deutscher Widerstandskämpfer
- Thomas, Florian (* 1966), deutscher Maler
- Thomas, Florian (* 1991), deutscher Eishockeyspieler
- Thomas, Foots (1907–1981), US-amerikanischer Jazzmusiker
- Thomas, Francis (1799–1876), US-amerikanischer Politiker, Gouverneur von Maryland
- Thomas, Frank (1862–1928), Schweizer evangelischer Geistlicher und Hochschullehrer
- Thomas, Frank (1912–2004), US-amerikanischer Trickfilmzeichner
- Thomas, Frank (1936–2017), französischer Liedtexter
- Thomas, Frankie (1921–2006), US-amerikanischer Schauspieler und Autor
- Thomas, Franz (1824–1883), österreichischer Politiker
- Thomas, Fred (* 1985), britischer Fusion- und Jazzmusiker (Piano, Orgel, Kontrabass, Perkussion, Arrangement, Komposition) und Musikproduzent
- Thomas, Frédéric (* 1980), französischer Fußballspieler
- Thomas, Friedrich (1806–1879), deutscher Porträt- und Historien-Maler
- Thomas, Friedrich (1840–1918), deutscher Botaniker
- Thomas, Friedrich (1861–1939), deutscher Landrat

##### Thomas, G
- Thomas, Gabrielle (* 1996), US-amerikanische SprinterinGabrielle Thomas (* 1996)

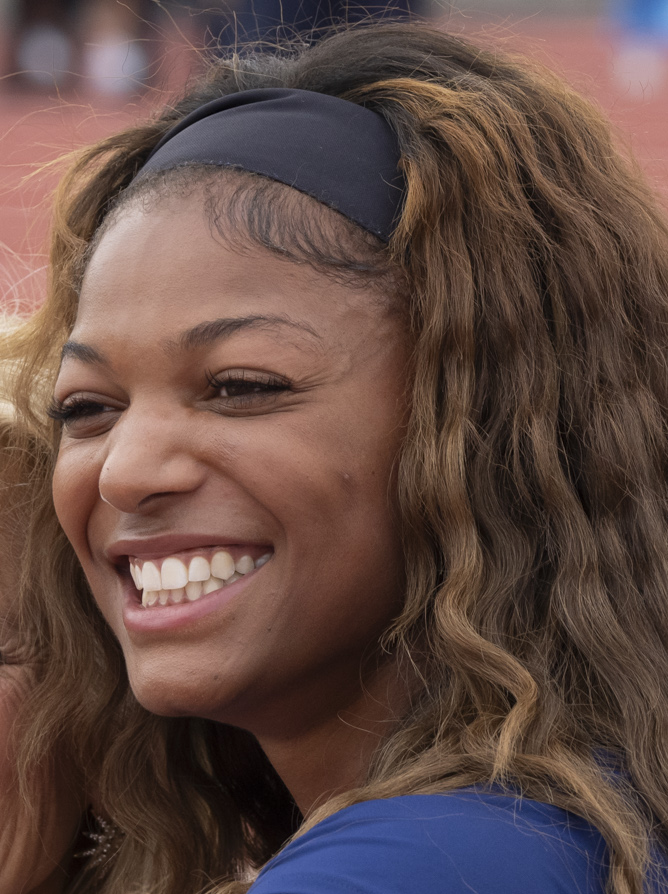
Gabrielle Thomas (* 1996)

- Thomas, Gareth (1945–2016), britischer Schauspieler
- Thomas, Gareth (* 1974), walisischer Rugbyspieler
- Thomas, Gary (* 1961), US-amerikanischer Jazzmusiker
- Thomas, Gary L. (* 1961), US-amerikanischer evangelischer Theologe, Pastor, Autor und Referent
- Thomas, Geoff, walisischer Snookerspieler
- Thomas, Georg, Maler, Bildhauer und Formschneider
- Thomas, Georg (1826–1883), deutscher Ingenieur
- Thomas, Georg (1890–1946), deutscher General der Infanterie, Chef des Wehrwirtschafts- und Rüstungsamtes
- Thomas, Georg Christian (* 1797), deutscher Jurist und Abgeordneter
- Thomas, Georg Friedrich Louis (1838–1907), deutscher Mediziner
- Thomas, Georg Martin (1817–1887), deutscher Historiker und Politiker (NLP), MdR
- Thomas, George († 1802), britischer Söldner und Abenteurer
- Thomas, George (* 1966), indischer Badmintonspieler
- Thomas, George (* 2006), englischer Fußballspieler
- Thomas, George Alan (1881–1972), britischer Schach-, Badminton- und Tennisspieler
- Thomas, George C. junior (1873–1932), US-amerikanischer Golfarchitekt
- Thomas, George Henry (1816–1870), US-amerikanischer GeneralGeorge Henry Thomas (1816–1870)

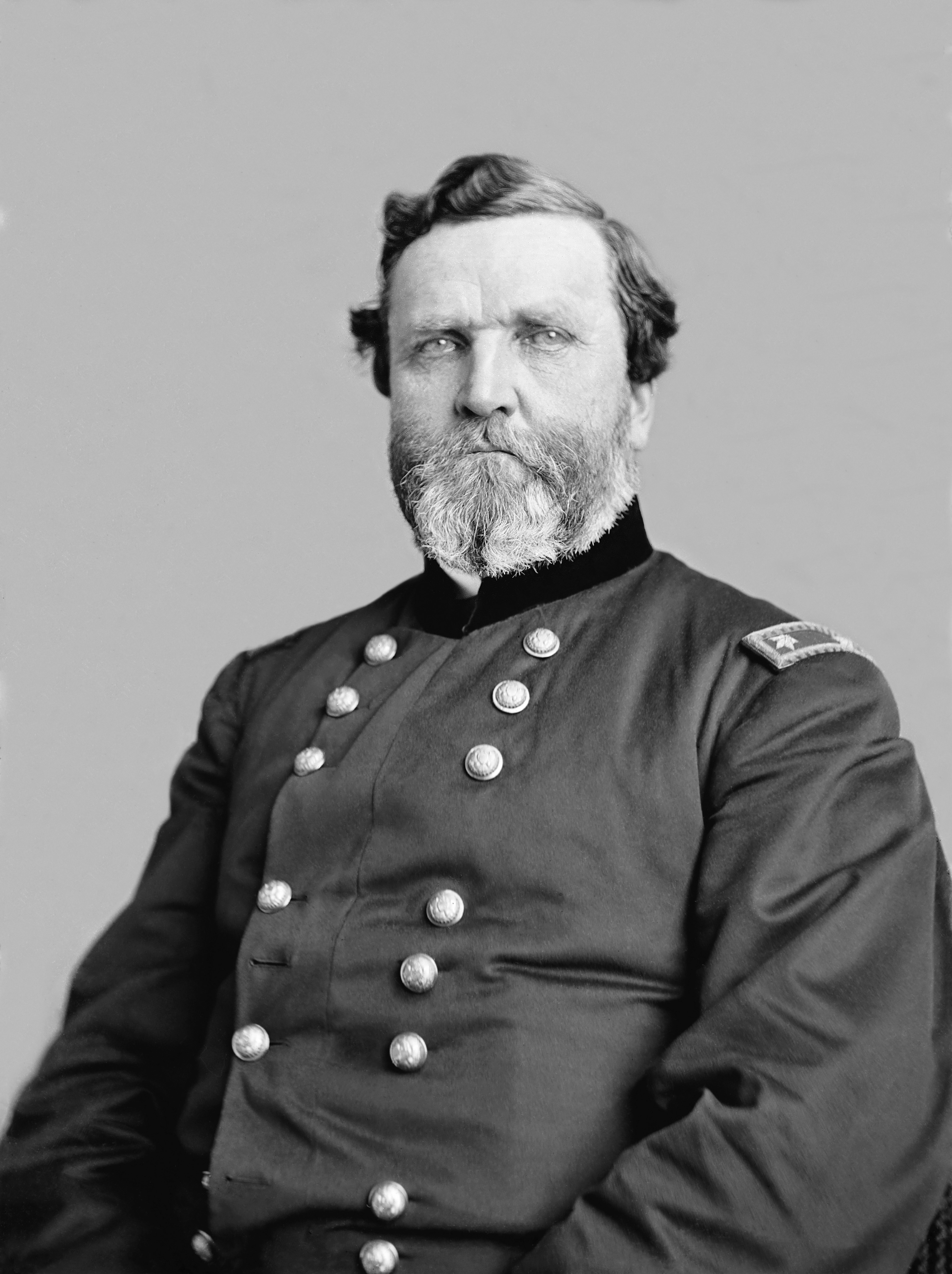
George Henry Thomas (1816–1870)

- Thomas, George Holt (1870–1929), britischer Verleger und Luftfahrtpionier
- Thomas, George Leo (* 1950), US-amerikanischer Geistlicher, römisch-katholischer Erzbischof von Las Vegas
- Thomas, George M. (1828–1914), US-amerikanischer Jurist und Politiker
- Thomas, George, 1. Viscount Tonypandy (1909–1997), britischer Politiker (Labour), Mitglied des House of Commons und Sprecher des Unterhauses
- Thomas, Geraint (* 1986), britischer RadrennfahrerGeraint Thomas (* 1986)

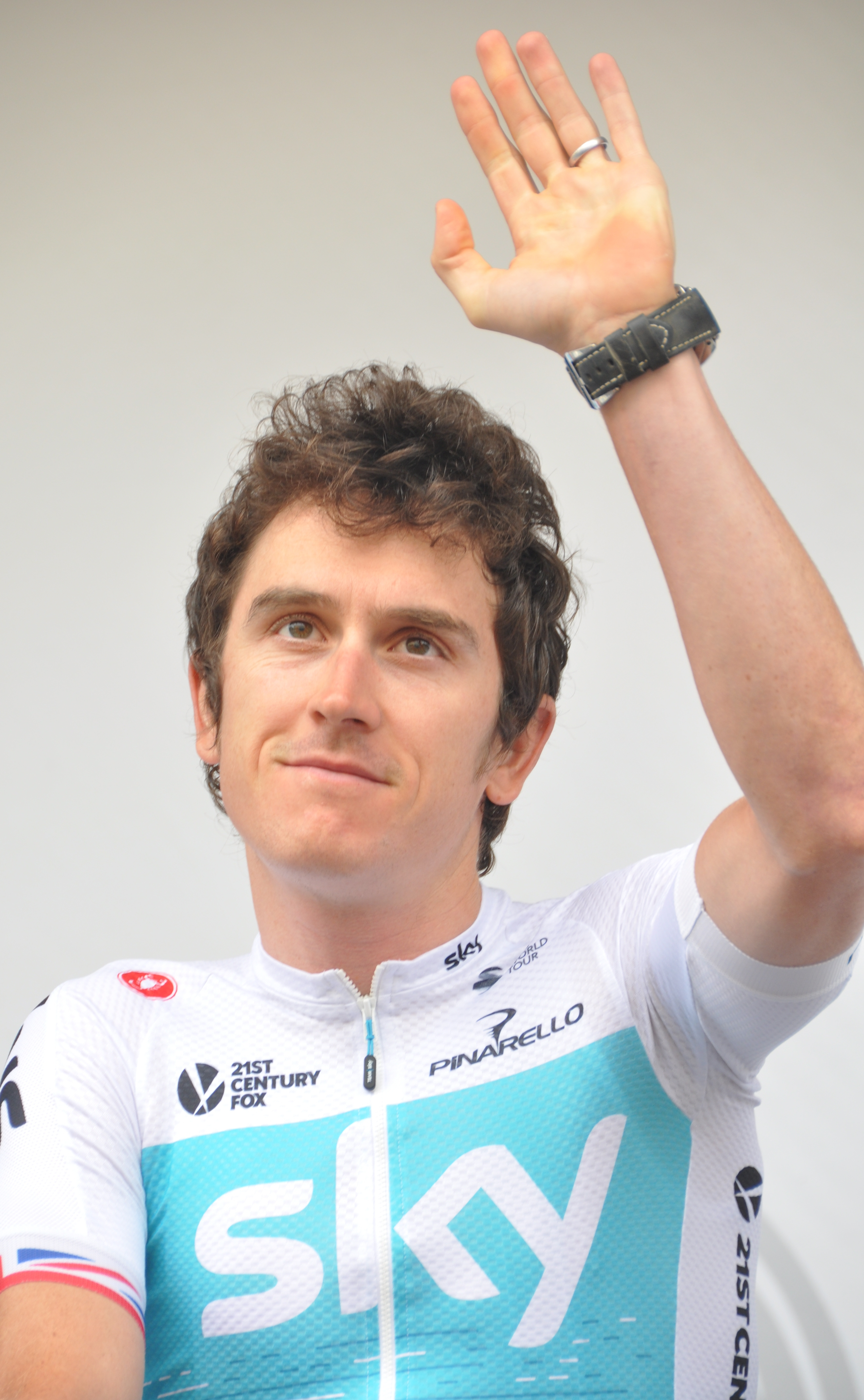
Geraint Thomas (* 1986)

- Thomas, Gerald (1920–1993), britischer Filmregisseur, Filmeditor und Filmproduzent
- Thomas, Gerhard (* 1926), deutscher Fußballspieler
- Thomas, Gerry (1922–2005), US-amerikanischer Koch
- Thomas, Gordon (1921–2013), britischer Radrennfahrer
- Thomas, Gordon (1933–2017), britischer politischer und Investigativjournalist sowie Schriftsteller
- Thomas, Gösta (* 1949), deutscher Politiker (NPD)
- Thomas, Gottlob Friedrich (1755–1835), vogtländischer Industriepionier, Kaufmann und Spinnereibesitzer
- Thomas, Graeme (* 1988), britischer Ruderer
- Thomas, Grant (1945–2020), britischer Radrennfahrer
- Thomas, Grosvenor (1856–1923), australischer Maler des Spätimpressionismus
- Thomas, Günter (* 1960), deutscher evangelischer Theologe
- Thomas, Gwilym Ivor (1893–1972), britischer Heeresoffizier, General

##### Thomas, H
- Thomas, Haley (* 1999), US-amerikanische Fußballspielerin
- Thomas, Hans (1937–2019), deutscher Jazzmusiker und Musikredakteur
- Thomas, Hans-Jürgen (* 1939), deutscher Arzt und Ärztefunktionär
- Thomas, Hans-Jürgen (1948–2018), deutscher Fußballspieler
- Thomas, Hans-Peter (1936–2018), deutscher Boxtrainer und ehemaliger Amateurboxer
- Thomas, Harold (* 1947), australischer Maler; Designer der Aborigines-Flagge
- Thomas, Harold Wolferstan (1875–1931), kanadischer Arzt
- Thomas, Harrison (* 1990), US-amerikanischer Schauspieler
- Thomas, Harry (1890–1941), kanadischer Jazzmusiker
- Thomas, Heather (* 1957), US-amerikanische Schauspielerin, Autorin und politische AktivistinHeather Thomas (* 1957)

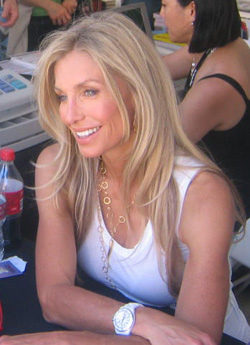
Heather Thomas (* 1957)

- Thomas, Héctor (1938–2008), venezolanischer Zehnkämpfer
- Thomas, Heidi (* 1962), britische Drehbuchautorin und Dramatikerin
- Thomas, Heiko (* 1969), deutscher Politiker (Bündnis 90/Die Grünen), MdA
- Thomas, Heiner (* 1958), deutscher Fußballspieler
- Thomas, Heinz (1920–2002), deutscher Jurist und Richter
- Thomas, Heinz (1935–2024), deutscher Historiker
- Thomas, Helen (1920–2013), US-amerikanische Journalistin
- Thomas, Helga (1891–1988), schwedische Schauspielerin
- Thomas, Helga (1937–2015), deutsche Erziehungswissenschaftlerin
- Thomas, Helmuth (1906–1957), deutscher Germanist
- Thomas, Hendry (* 1985), honduranischer Fußballspieler
- Thomas, Henri (1912–1993), französischer Autor
- Thomas, Henry, US-amerikanischer Blues-Musiker
- Thomas, Henry (1888–1963), britischer Boxer
- Thomas, Henry (* 1971), US-amerikanischer SchauspielerHenry Thomas (* 1971)

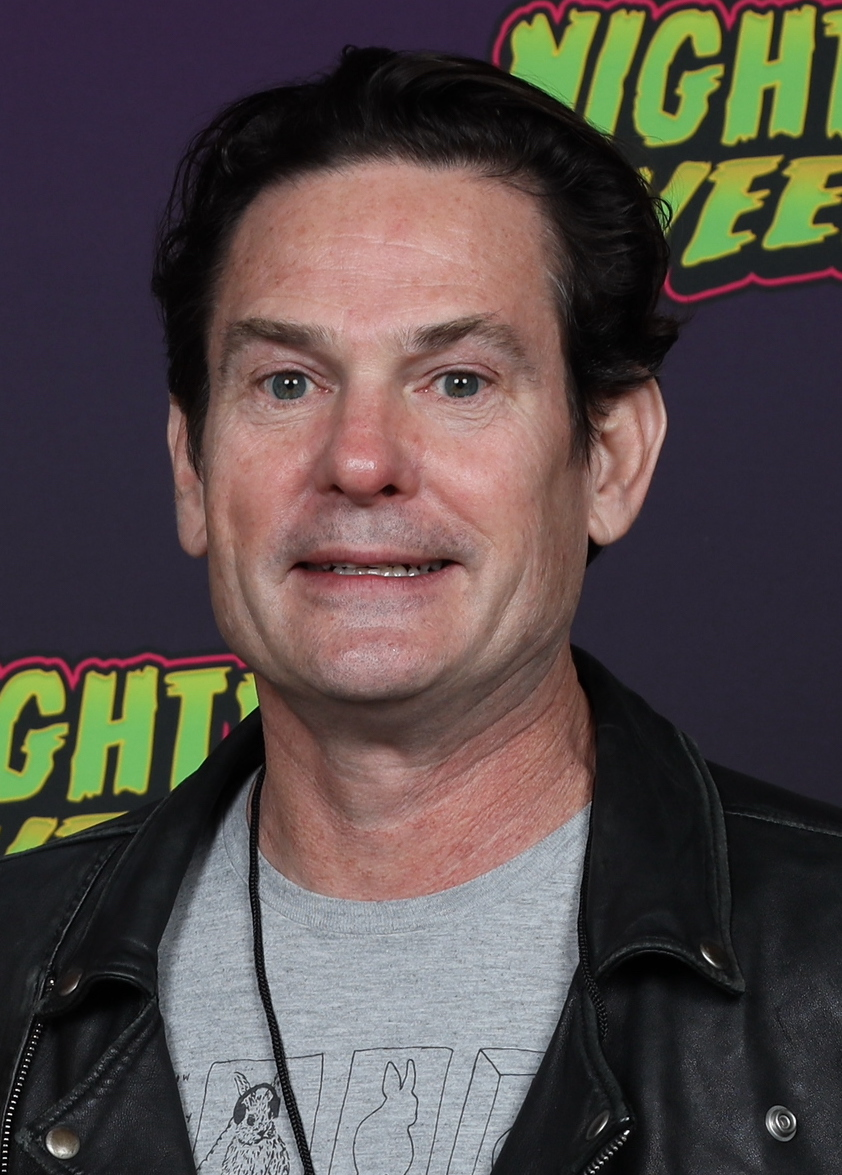
Henry Thomas (* 1971)

- Thomas, Henry F. (1843–1912), US-amerikanischer Politiker
- Thomas, Henry Wirtz (1812–1890), US-amerikanischer Politiker
- Thomas, Herb (1923–2000), US-amerikanischer NASCAR-Rennfahrer und Meister
- Thomas, Herbert (* 1915), deutscher Fußballspieler
- Thomas, Hersal (1906–1926), amerikanischer Jazz- und Bluespianist
- Thomas, Hociel (1904–1952), US-amerikanische Blues- und Jazzmusikerin
- Thomas, Holger (* 1956), deutscher Schlagersänger
- Thomas, Horst (1920–1993), deutscher Schauspieler bei Bühne und Fernsehen
- Thomas, Hubert (* 1495), pfälzischer Geheimsekretär und Historiker
- Thomas, Hugh Hamshaw (1885–1962), britischer Paläobotaniker
- Thomas, Hugh Owen (1834–1891), britischer Orthopäde
- Thomas, Hugh, Baron Thomas of Swynnerton (1931–2017), britischer Historiker, Schriftsteller und Peer
- Thomas, Hugues (1803–1855), Schweizer Politiker
- Thomas, Huw (* 1958), britischer Gastroenterologe und Leibarzt von Elisabeth II. und Charles III.

##### Thomas, I
- Thomas, Ian (* 1997), belgischer Sänger
- Thomas, Ike (* 1947), US-amerikanischer American-Football-Spieler
- Thomas, Irma (* 1941), US-amerikanische Blues-, Soul- und Gospel-Sängerin
- Thomas, Isaac (1784–1859), US-amerikanischer Politiker
- Thomas, Isabelle (* 1961), französische Politikerin (PS), MdEP
- Thomas, Isaiah (* 1989), US-amerikanischer BasketballspielerIsaiah Thomas (* 1989)

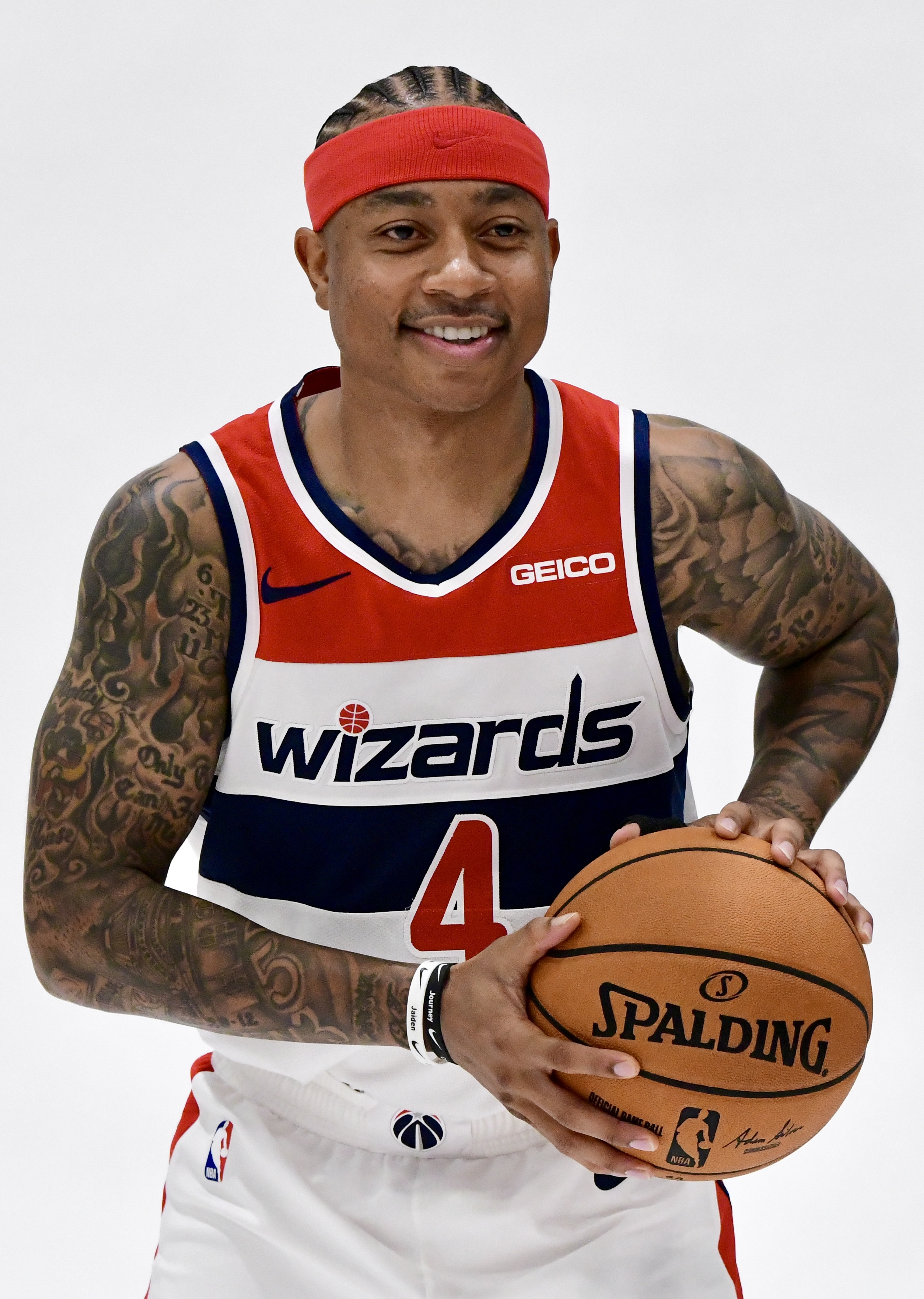
Isaiah Thomas (* 1989)

- Thomas, Ise (* 1960), deutsche Politikerin (Bündnis 90/Die Grünen), MdL
- Thomas, Isiah (* 1961), US-amerikanischer Basketballtrainer und ehemaliger BasketballspielerIsiah Thomas (* 1961)

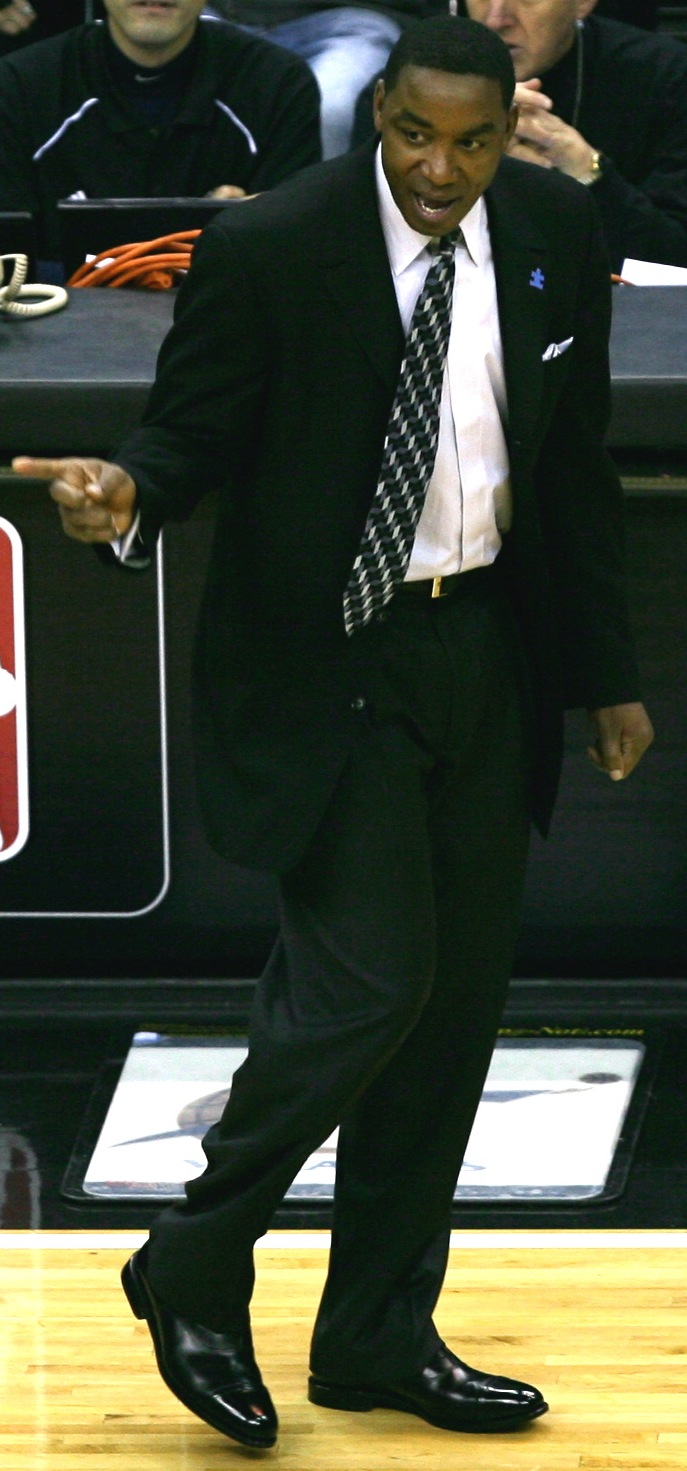
Isiah Thomas (* 1961)

- Thomas, Iwan (* 1974), britischer Sprinter

##### Thomas, J
- Thomas, J. Parnell (1895–1970), US-amerikanischer Politiker
- Thomas, Jackie (* 1990), neuseeländische Popsängerin
- Thomas, Jake (* 1990), US-amerikanischer Filmschauspieler
- Thomas, James, kanadischer Filmschauspieler
- Thomas, James, US-amerikanischer Filmproduzent, Filmregisseur und Drehbuchautor
- Thomas, James (1785–1845), US-amerikanischer Politiker, Gouverneur von Maryland
- Thomas, James (1926–1993), US-amerikanischer Bluesmusiker und Bildhauer
- Thomas, James Havard (1854–1921), britischer Bildhauer, Zeichner und Lehrer
- Thomas, James Henry (1874–1949), britischer Politiker der Labour Party und Mitglied des House of Commons
- Thomas, James Houston (1808–1876), US-amerikanischer Politiker
- Thomas, James, 1. Viscount Cilcennin (1903–1960), britischer Politiker (Konservative Partei), Mitglied des House of Commons
- Thomas, Jameson (1888–1939), britischer Schauspieler
- Thomas, Jamie (* 1974), amerikanischer Skateboarder
- Thomas, Jarret (* 1981), US-amerikanischer Snowboarder
- Thomas, Jason (* 1997), vanuatuischer Fußballspieler
- Thomas, Jay (1948–2017), US-amerikanischer Schauspieler
- Thomas, Jay (* 1949), US-amerikanischer Jazzmusiker (Trompete, Flügelhorn, Saxophone, Flöten)
- Thomas, Jay (* 1979), US-amerikanisch-deutscher Basketballspieler
- Thomas, Jean Olwen (* 1942), britische Biochemikerin und Hochschullehrerin
- Thomas, Jean-Charles (1929–2023), französischer Geistlicher, römisch-katholischer Bischof von Versailles
- Thomas, Jean-Luc (* 1963), französischer Skilangläufer
- Thomas, Jean-Mathurin Guénaël (1899–1945), französischer Trappist, Unterstützer der Résistance und Opfer des Nationalsozialismus
- Thomas, Jefferson (1942–2010), US-amerikanischer Bürgerrechtler
- Thomas, Jeffrey, neuseeländischer Schauspieler, Schriftsteller und DrehbuchautorJeffrey Thomas

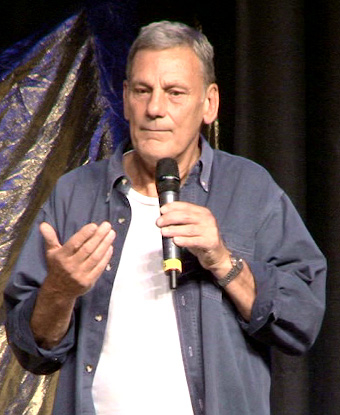
Jeffrey Thomas

- Thomas, Jeffrey (* 1957), US-amerikanischer Autor von Science-Fiction- und Horror-Romanen
- Thomas, Jens (* 1970), deutscher Jazzmusiker, Stimmperformer und Komponist
- Thomas, Jens (* 1976), deutscher Politiker (Die Linke), MdL Thüringen
- Thomas, Jeremy (* 1949), britischer Filmproduzent

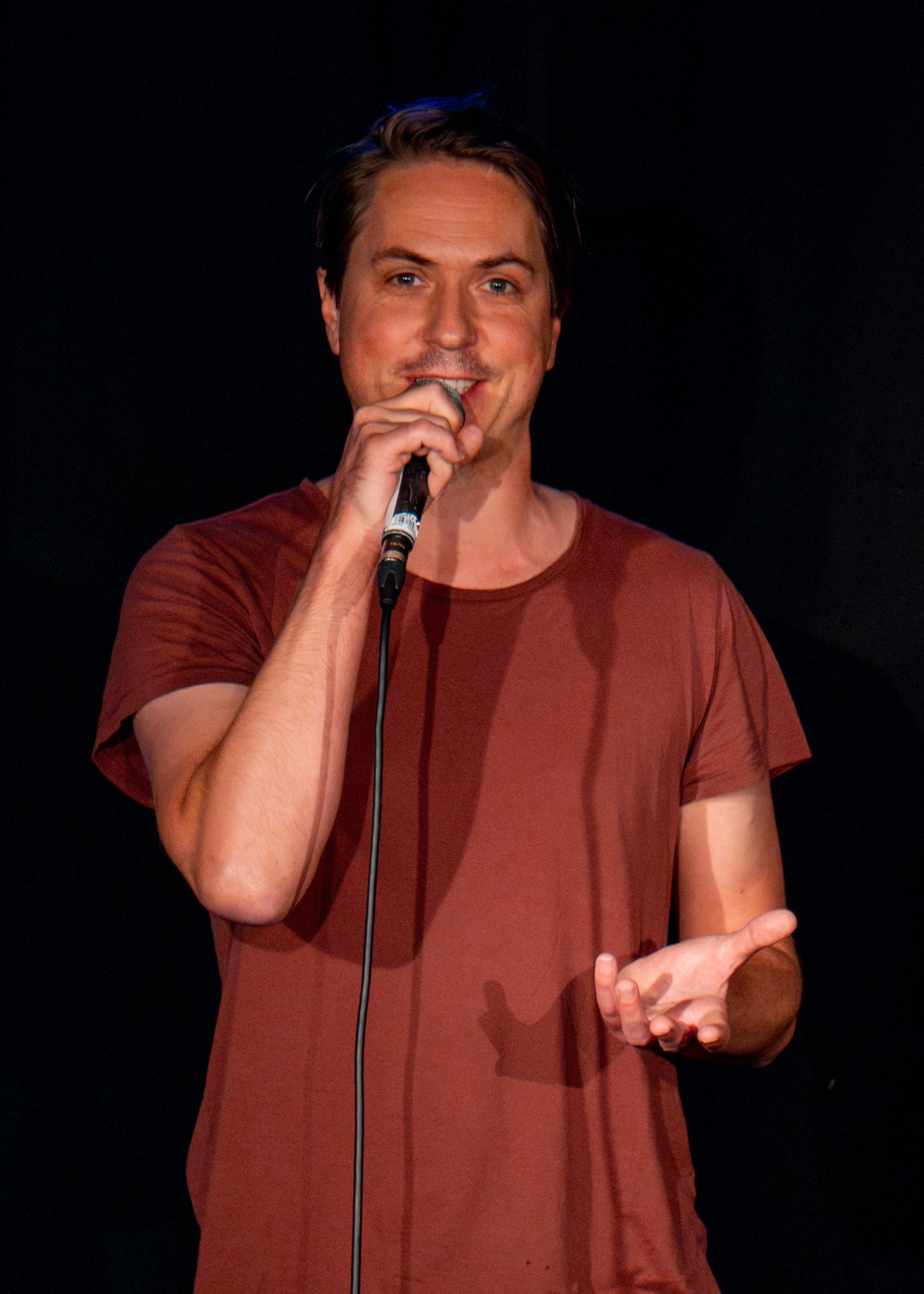
Joe Thomas (* 1983)

- Thomas, Jermaine (* 1984), US-amerikanischer Basketballspieler
- Thomas, Jérôme (* 1963), Schweizer Jazzmusiker (Saxophon, Flöte, Arrangement)
- Thomas, Jérôme (* 1979), französischer Boxer
- Thomas, Jerome (* 1983), englischer Fußballspieler
- Thomas, Jerry († 1885), US-amerikanischer Barkeeper und Gastronom
- Thomas, Jess (1927–1993), US-amerikanischer Heldentenor
- Thomas, Jesse (1928–2012), US-amerikanischer American-Football-Spieler
- Thomas, Jesse (* 1980), US-amerikanischer Triathlet
- Thomas, Jesse B. (1777–1853), amerikanischer Politiker
- Thomas, Jim (* 1974), US-amerikanischer Tennisspieler
- Thomas, Jochen (1925–1995), deutscher Schauspieler, Regisseur und Synchronsprecher
- Thomas, Joe (1902–1981), US-amerikanischer Klarinettist, Saxophonist und Vokalist des New-Orleans-Jazz
- Thomas, Joe (1909–1986), US-amerikanischer Jazzmusiker
- Thomas, Joe (1909–1984), US-amerikanischer Jazzmusiker
- Thomas, Joe (1933–2017), US-amerikanischer Jazzmusiker
- Thomas, Joe (* 1983), englischer Schauspieler und KomikerJoe Thomas (* 1983)
- Thomas, Joe (* 1984), US-amerikanischer American-Football-Spieler
- Thomas, Joel (* 1966), US-amerikanischer Schwimmer
- Thomas, Joël (* 1987), französischer Fußballspieler
- Thomas, Johann Gerhard Christian (1785–1838), deutscher Jurist und Politiker
- Thomas, Johannes (1793–1863), deutscher Maler und Lithograph
- Thomas, Johannes (* 1941), deutscher Romanist
- Thomas, Johannes (* 1949), deutscher Ruderer
- Thomas, John (1724–1776), britisch-amerikanischer Arzt und Generalmajor der Kontinentalarmee
- Thomas, John (1805–1871), anglo-amerikanischer Mediziner und Gründer der Christadelphian
- Thomas, John (1813–1862), britischer Bildhauer und Architekt
- Thomas, John (1826–1913), walisischer Komponist und Harfenist
- Thomas, John (1886–1933), walisischer Chemiker
- Thomas, John (1936–1995), australischer Eishockeyspieler
- Thomas, John (1941–2013), US-amerikanischer Leichtathlet
- Thomas, John (1954–2023), amerikanischer Fusion- und Jazzmusiker
- Thomas, John (* 1964), US-amerikanischer Footballspieler
- Thomas, John Chew (1764–1836), US-amerikanischer Politiker
- Thomas, John E., US-amerikanischer Physiker
- Thomas, John J. (* 1813), US-amerikanischer Politiker
- Thomas, John Lewis (1835–1893), US-amerikanischer Politiker
- Thomas, John Meurig (1932–2020), britischer Chemiker
- Thomas, John R. (1846–1914), US-amerikanischer Jurist und Politiker
- Thomas, John Rogers (1830–1896), US-amerikanischer Komponist
- Thomas, John W. (1874–1945), US-amerikanischer Politiker
- Thomas, John, Baron Thomas of Cwmgiedd (* 1947), britischer Jurist und derzeitiger Lord Chief Justice of England and Wales
- Thomas, Jonathan (* 1982), walisischer Rugby-Union-Spieler
- Thomas, Jonathan Taylor (* 1981), US-amerikanischer SchauspielerJonathan Taylor Thomas (* 1981)

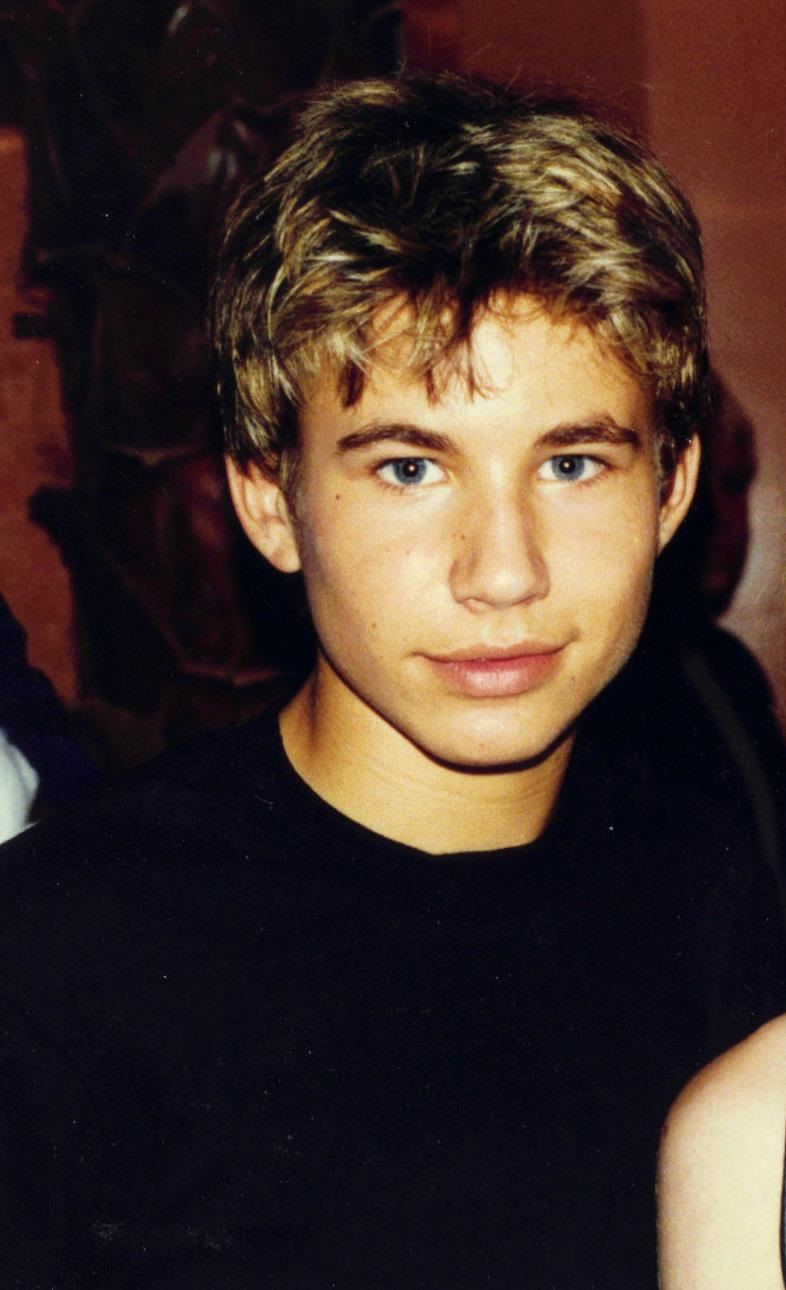
Jonathan Taylor Thomas (* 1981)

- Thomas, Joniar (* 2001), grenadische Leichtathletin
- Thomas, Josef (1895–1975), deutscher Politiker (KPD/SED), Richter und Widerstandskämpfer gegen den Nationalsozialismus
- Thomas, Joseph J. (* 1920), deutscher Botschafter
- Thomas, Joseph Miller (1898–1979), US-amerikanischer Mathematiker
- Thomas, Josh (* 1987), australischer Schauspieler, Komiker und Drehbuchautor
- Thomas, Josiah (1863–1933), australischer Politiker und Außenminister
- Thomas, Julian (* 1981), deutscher Pokerspieler
- Thomas, Julian (* 2002), deutscher Handballspieler
- Thomas, Julie, britische Politikerin
- Thomas, Juliette (* 2000), belgische Leichtathletin
- Thomas, Julius (* 1988), US-amerikanischer American-Football-Spieler
- Thomas, Jürgen (* 1937), deutscher Flugzeugbauer, er gilt als „Vater des A380“
- Thomas, Jürgen (* 1956), deutscher Skispringer und Skisprungfunktionär
- Thomas, Justin (* 1993), amerikanischer GolfsportlerJustin Thomas (* 1993)

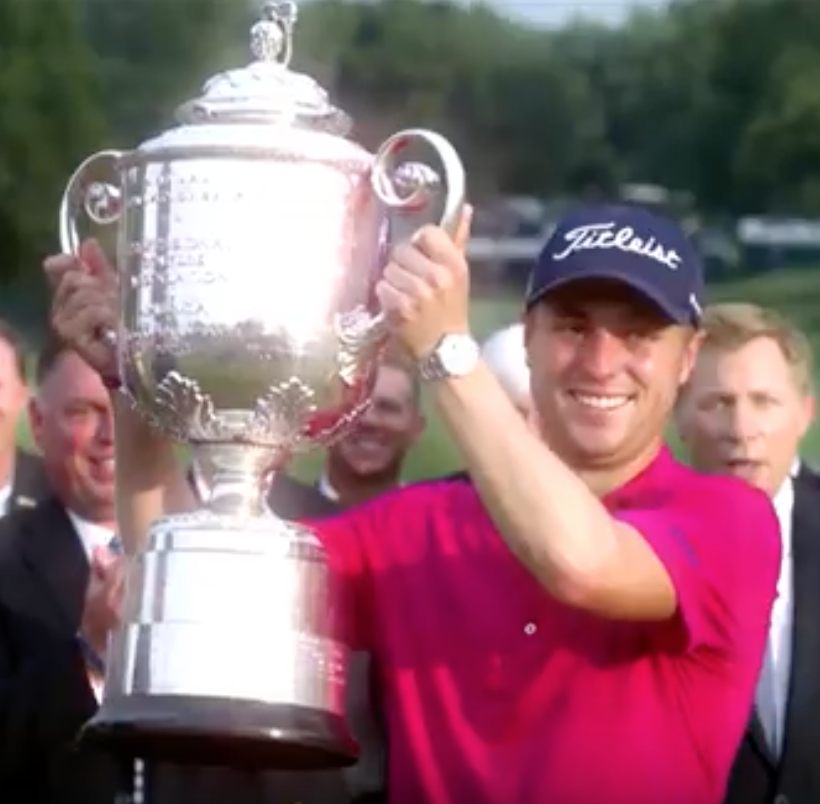
Justin Thomas (* 1993)

##### Thomas, K
- Thomas, Karin (* 1941), deutsche Kunsthistorikerin und Schriftstellerin
- Thomas, Karin (* 1961), Schweizer Skilangläuferin
- Thomas, Karl (1883–1969), deutscher Mediziner
- Thomas, Karl Gustav Adolf (1834–1887), deutscher Landschaftsmaler
- Thomas, Karl Ludwig (1933–2016), deutscher Physiker
- Thomas, Karl-Heinz (1929–2001), deutscher Politiker (SPD)
- Thomas, Karl-Heinz (* 1937), deutscher Schauspieler bei Bühne, Film und Fernsehen
- Thomas, Karolin (* 1985), deutsche Fußballspielerin
- Thomas, Katrin (* 1963), deutsche Fotografin, Künstlerin, Regisseurin und Hochschullehrerin
- Thomas, Keith (* 1933), britischer Historiker und Hochschulfunktionär
- Thomas, Kenneth W. (* 1943), US-amerikanischer Verhaltensforscher, Unternehmensberater und Sachbuchautor
- Thomas, Kenny (* 1968), englischer Soul- und Popsänger
- Thomas, Kenny (* 1977), US-amerikanischer Basketballspieler
- Thomas, Kerstin (* 1970), deutsche Kunsthistorikerin
- Thomas, Khleo (* 1989), US-amerikanischer SchauspielerKhleo Thomas (* 1989)

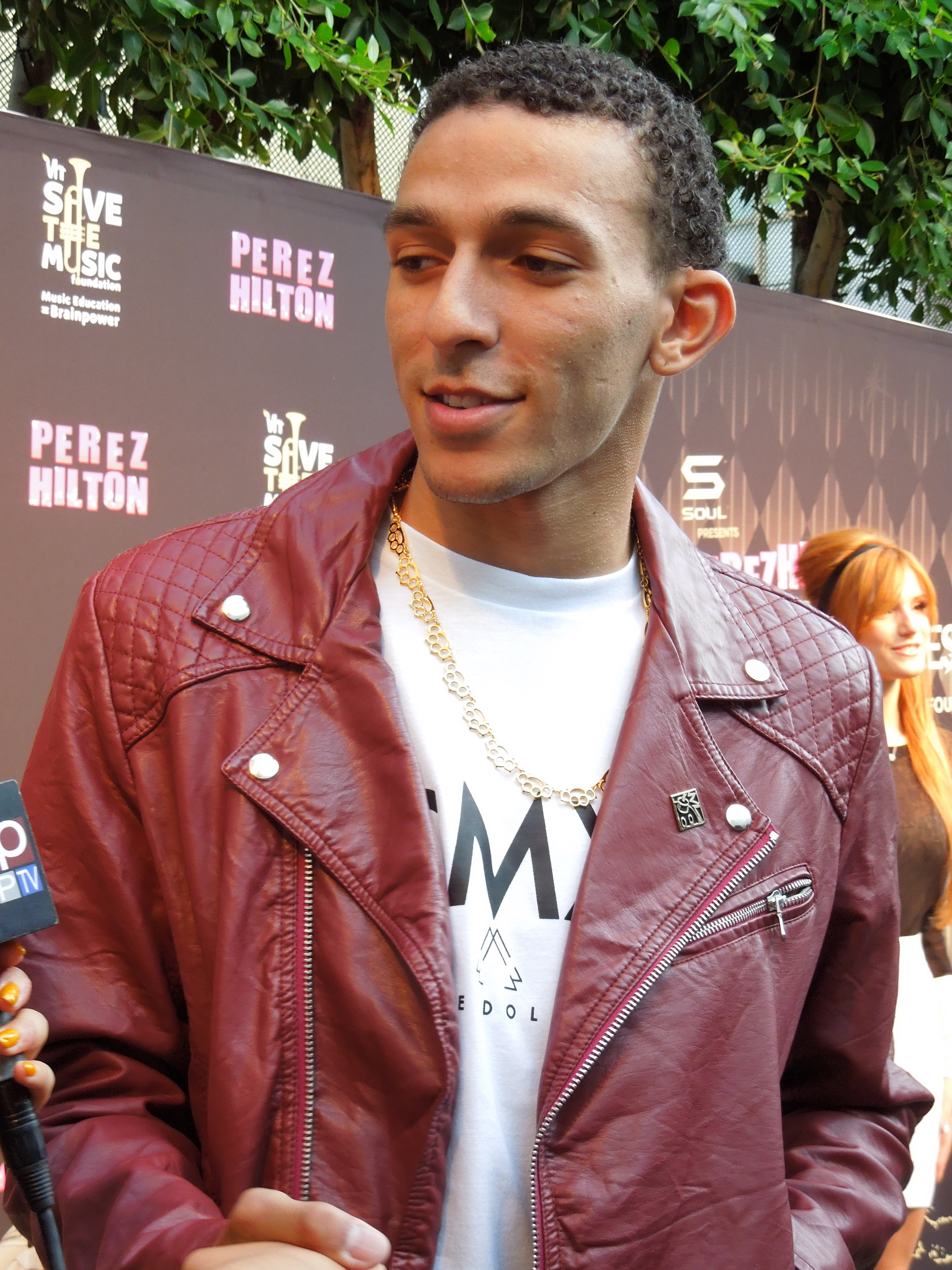
Khleo Thomas (* 1989)

- Thomas, Kim (* 1959), US-amerikanische Sprinterin
- Thomas, Klaus (1915–1992), deutscher evangelischer Pfarrer, Arzt und Psychotherapeut
- Thomas, Kristian (* 1989), britischer Kunstturner
- Thomas, Kurt (1896–1943), deutscher Generalleutnant, Kommandant des Führerhauptquartiers
- Thomas, Kurt (1904–1938), deutsches SPD-Mitglied und Widerstandskämpfer gegen den Nationalsozialismus
- Thomas, Kurt (1904–1973), deutscher Komponist und Chorleiter
- Thomas, Kurt (1956–2020), US-amerikanischer Turner
- Thomas, Kurt (* 1972), US-amerikanischer Basketballspieler

##### Thomas, L
- Thomas, Lafayette (1928–1977), US-amerikanischer Bluessänger und Gitarrist
- Thomas, Lamar (* 1975), US-amerikanischer Rapper
- Thomas, Lanae-Tava (* 2001), jamaikanisch-US-amerikanische Leichtathletin
- Thomas, LaToya (* 1981), US-amerikanische Basketballspielerin
- Thomas, Leah (* 1989), US-amerikanische Radrennfahrerin
- Thomas, Lee M. (* 1944), US-amerikanischer Manager und Administrator der Environmental Protection Agency
- Thomas, Leon (1937–1999), US-amerikanischer Jazz-Sänger
- Thomas, Leon III (* 1993), US-amerikanischer Schauspieler und SängerLeon Thomas III (* 1993)

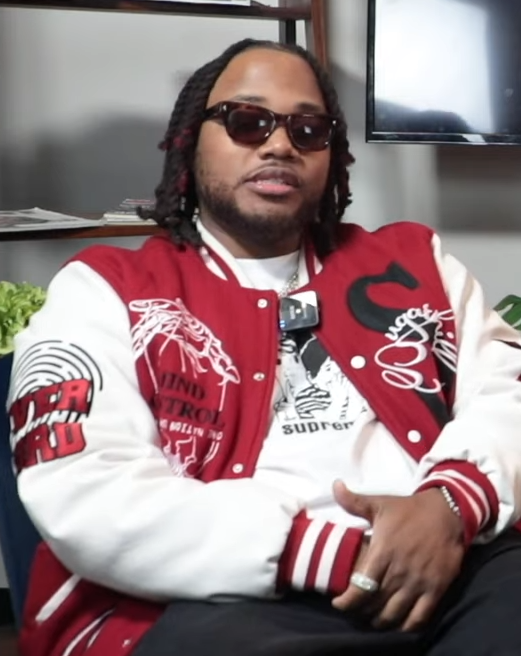
Leon Thomas III (* 1993)

- Thomas, Léon-Benoit-Charles (1826–1894), französischer Bischof und Kardinal
- Thomas, Lera Millard (1900–1993), US-amerikanische Politikerin
- Thomas, Levon (* 1955), deutscher Sänger und Musikproduzent
- Thomas, Lewis (1913–1993), US-amerikanischer Mediziner und Essayist
- Thomas, Lia, US-amerikanische SchwimmerinLia Thomas

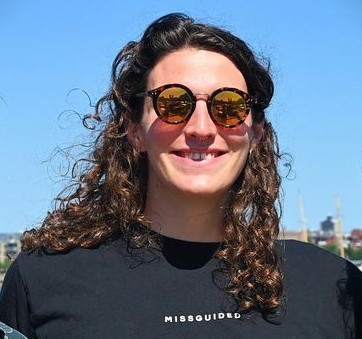
Lia Thomas

- Thomas, Lindsay (* 1943), US-amerikanischer Politiker
- Thomas, Llewellyn (1903–1992), britischer Physiker
- Thomas, Logan (* 1991), US-amerikanischer Footballspieler
- Thomas, Lorenzo (1804–1875), General der U.S. Armee
- Thomas, Lot (1843–1905), US-amerikanischer Politiker
- Thomas, Louis (1815–1878), deutscher Lehrer, Schuldirektor und Autor
- Thomas, Louis-Vincent (1922–1994), französischer Soziologe, Anthropologe und Ethnologe
- Thomas, Lowell junior (1923–2016), US-amerikanischer Politiker (Republikanische Partei)
- Thomas, Lowri (* 1999), britische Radsportlerin
- Thomas, Lucien-Paul (1880–1948), belgischer Romanist und Hispanist
- Thomas, Lucius (* 1949), jamaikanischer Polizeichef
- Thomas, Lucy (* 2004), britische Sängerin
- Thomas, Ludmila (* 1934), deutsche Historikerin russischer Herkunft
- Thomas, Ludwig (1810–1891), deutscher Geistlicher und Politiker
- Thomas, Ludwig K. (* 1933), deutscher Physiker
- Thomas, Luke (* 2001), englischer Fußballspieler
- Thomas, Luther (1950–2009), US-amerikanischer Jazzmusiker

##### Thomas, M
- Thomas, M. Z. (* 1915), deutscher Psychotherapeut und Schriftsteller
- Thomas, Madathilparampil Mammen (1916–1996), südindischer christlicher Theologe und Sozialdenker
- Thomas, Madeleine (* 1950), französische Leichtathletin
- Thomas, Manuel (* 1940), deutscher Schriftsteller und Maler
- Thomas, Marc (1959–2015), französischer Jazzmusiker (Gesang, Saxophon)
- Thomas, Marc (* 1975), deutscher Regisseur, Filmeditor und Kameramann
- Thomas, Marco (* 1972), deutscher Klarinettist
- Thomas, Marie (1896–1966), erste indonesische Ärztin
- Thomas, Marie-Bernadette (* 1955), französische Fußballspielerin
- Thomas, Mark (1956–2023), britischer Komponist
- Thomas, Mark (* 1965), britischer Sprinter
- Thomas, Marlo (* 1937), US-amerikanische Schauspielerin und ProduzentinMarlo Thomas (* 1937)

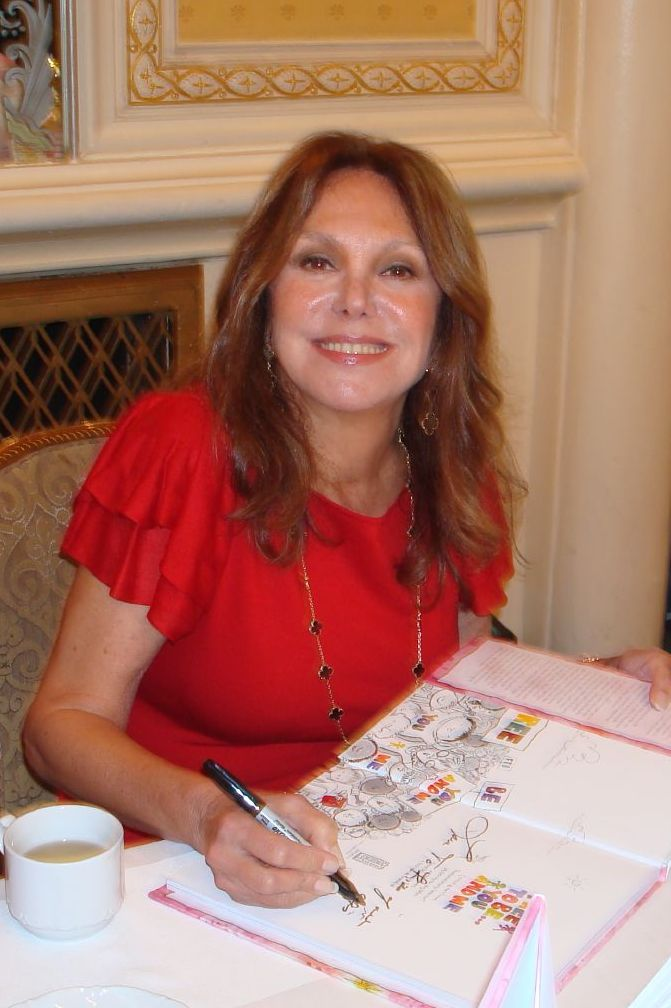
Marlo Thomas (* 1937)

- Thomas, Martha (* 1996), US-amerikanische Fußballspielerin
- Thomas, Martha Carey (1857–1935), US-amerikanische Pädagogin, Suffragistin und Linguistin
- Thomas, Martin (* 1950), deutscher Politiker (Bündnis 90/Die Grünen), MdBB
- Thomas, Martin, Baron Thomas of Gresford (* 1937), britischer Jurist
- Thomas, Mary († 1905), antiguanische Plantagenarbeiterin, Arbeiterführerin, Aufrührerin
- Thomas, Mary F. (1816–1888), US-amerikanische Ärztin und Suffragette (Frauenrechtlerin)
- Thomas, Mathieu (* 1984), französischer Badmintonspieler
- Thomas, Maureen Nyatichi (* 1997), kenianische Sprinterin
- Thomas, Max (1890–1934), deutscher SA-Führer
- Thomas, Max (1891–1945), Kriegsverbrecher, Generalleutnant der Polizei, Leiter des SD-Oberabschnitts Rhein und der Einsatzgruppe C
- Thomas, Meamea (1987–2013), kiribatischer Gewichtheber
- Thomas, Melitta, deutsche Fußballspielerin
- Thomas, Micah (* 1997), amerikanischer Jazzmusiker (Piano, Komposition)
- Thomas, Michael, australischer Drehbuchautor
- Thomas, Michael (1942–1991), deutscher Hörspielsprecher
- Thomas, Michael (* 1951), deutscher Philosoph und Soziologe
- Thomas, Michael (* 1962), österreichischer Schauspieler
- Thomas, Michael (* 1967), englischer Fußballspieler
- Thomas, Michael, amerikanischer Jazzmusiker (Saxophon, Bassklarinette, Komposition)
- Thomas, Michael (* 1988), US-amerikanischer Fußballspieler
- Thomas, Michael (* 1990), US-amerikanischer American-Football-Spieler
- Thomas, Michael (* 1993), US-amerikanischer American-Football-SpielerMichael Thomas (* 1993)

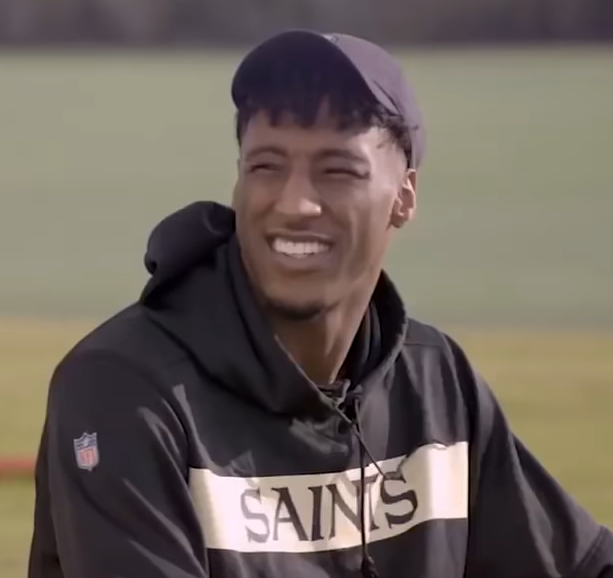
Michael Thomas (* 1993)

- Thomas, Michael Tilson (* 1944), US-amerikanischer Dirigent, Pianist und Komponist
- Thomas, Michael-Ingo (* 1943), deutscher Jurist, Richter am Bundesfinanzhof
- Thomas, Michel (1914–2005), polnischer Polyglott, Linguist und Sprachlehrer
- Thomas, Michelle (1968–1998), US-amerikanische Schauspielerin
- Thomas, Michelle (* 1971), britische Sprinterin
- Thomas, Mickey (* 1954), walisischer Fußballspieler
- Thomas, Miles Thomas, Baron (1897–1980), britischer Manager
- Thomas, Monika (* 1958), deutsche Architektin und politische Beamtin

##### Thomas, N
- Thomas, Natasha (* 1986), dänische SängerinNatasha Thomas (* 1986)

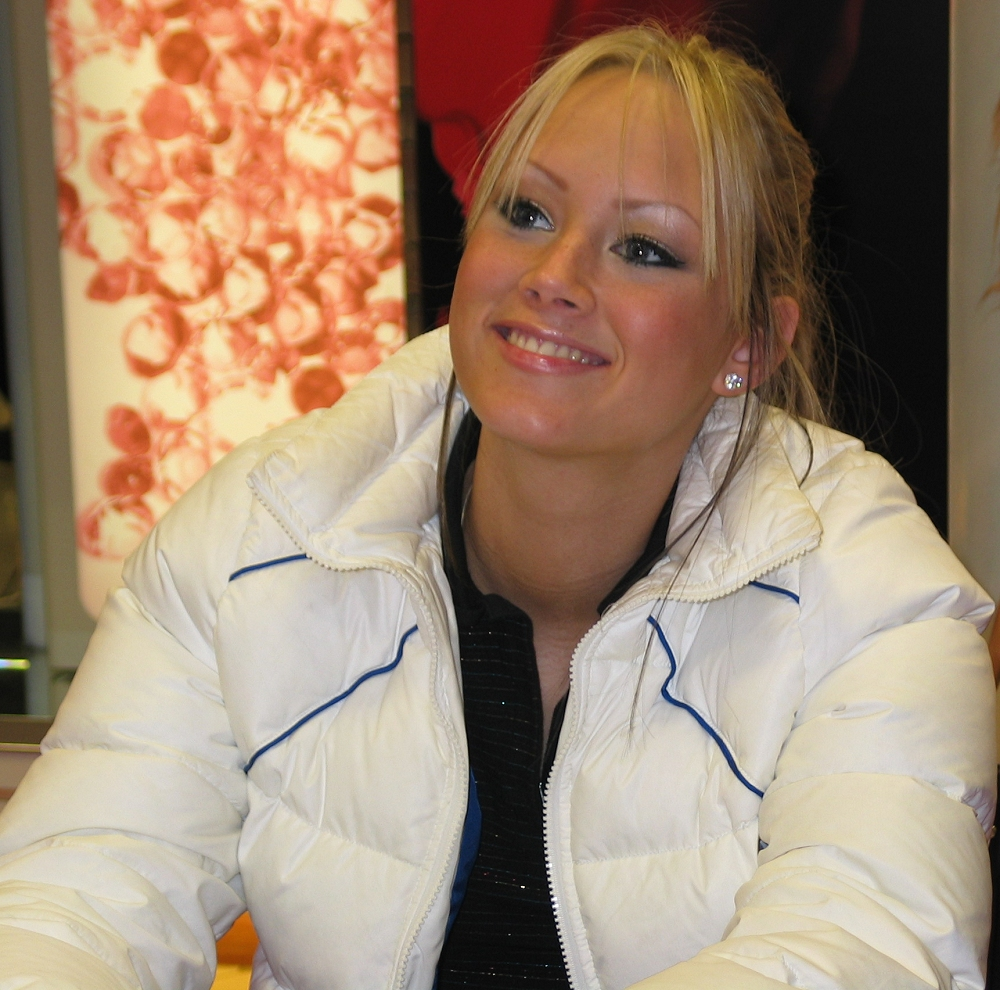
Natasha Thomas (* 1986)

- Thomas, Nick (* 1964), britischer Schlagzeuger und Perkussionist mit langjährigem Wohnsitz in der Schweiz
- Thomas, Nico (* 1966), indonesischer Boxer
- Thomas, Nils (1889–1979), norwegischer Segler
- Thomas, Noel (1915–1983), britischer General
- Thomas, Norbert (* 1947), deutscher Künstler und Hochschullehrer
- Thomas, Norman (1884–1968), US-amerikanischer Sozialist
- Thomas, Norman G. (1930–2020), US-amerikanischer Astronom

##### Thomas, O
- Thomas, Oldfield (1858–1929), britischer Zoologe
- Thomas, Olive (1894–1920), US-amerikanische Schauspielerin der Stummfilmzeit
- Thomas, Oliver (* 1971), deutscher Wirtschaftsinformatiker
- Thomas, Oliver (* 1977), deutscher Schlagersänger
- Thomas, Oluyemi, amerikanischer Jazzklarinettist und -saxophonist
- Thomas, Ormsby B. (1832–1904), US-amerikanischer Politiker
- Thomas, Oswald (1882–1963), österreichischer Astronom
- Thomas, Otto (1886–1930), deutscher Politiker und Gewerkschaftsfunktionär

##### Thomas, P
- Thomas, Pascal (* 1987), deutscher Schauspieler und Musicaldarsteller
- Thomas, Pat (* 1960), britischer Jazzmusiker und Komponist
- Thomas, Patrick (* 1992), deutscher Faustballer
- Thomas, Patrick J. (* 1986), deutschamerikanischer Schauspieler
- Thomas, Paul, britischer Eiskunstläufer
- Thomas, Paul (1859–1942), deutscher Politiker (NLP, DNVP)
- Thomas, Paul (* 1888), deutscher Radrennfahrer
- Thomas, Paul (1898–1942), sorbischer Widerstandskämpfer
- Thomas, Paul (1947–2025), US-amerikanischer Pornodarsteller, -regisseur und Schauspieler
- Thomas, Pete (* 1954), englischer Schlagzeuger
- Thomas, Peter († 1366), französischer Karmelit, Legat und Lateinischer Patriarch von Konstantinopel
- Thomas, Peter (1925–2020), deutscher Komponist insbesondere von Filmmusik
- Thomas, Peter (1929–1987), deutscher Regisseur und Intendant
- Thomas, Peter (* 1959), deutscher Fußballspieler
- Thomas, Peter K. (1914–1990), US-amerikanischer Lehrer und Zahnarzt
- Thomas, Peter, Baron Thomas of Gwydir (1920–2008), britischer Politiker (Conservative Party)
- Thomas, Petria (* 1975), australische Schwimmerin
- Thomas, Philemon (1763–1847), US-amerikanischer Politiker
- Thomas, Philip F. (1810–1890), US-amerikanischer Politiker, Gouverneur von Maryland, Senator und Finanzminister
- Thomas, Philip Michael (* 1949), US-amerikanischer Schauspieler und MusikerPhilip Michael Thomas (* 1949)

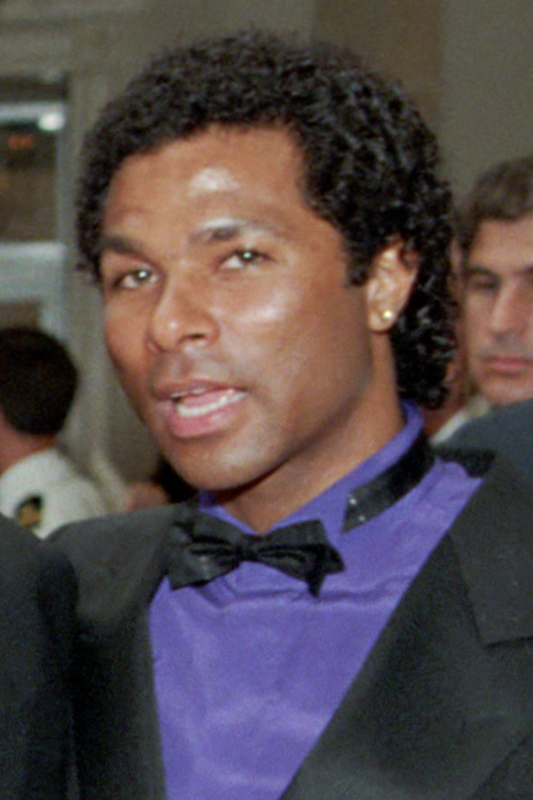
Philip Michael Thomas (* 1949)

- Thomas, Philipp (* 1979), deutscher Filmeditor
- Thomas, Pinklon (* 1958), US-amerikanischer Schwergewichtsboxer

##### Thomas, R
- Thomas, R. S. (1913–2000), walisischer Lyriker
- Thomas, Raimund (* 1938), deutscher Galerist und Kunsthändler
- Thomas, Rainer (* 1939), deutscher Verleger
- Thomas, Ralf (1932–2018), deutscher evangelisch-lutherischer Theologe, Publizist, Autor, Historiker und Kommunalpolitiker (CDU)
- Thomas, Ralf P. (* 1961), deutscher Industriemanager
- Thomas, Ralph (1915–2001), englischer Filmregisseur
- Thomas, Ramblin’ (1902–1945), US-amerikanischer Musiker (Gesang, Gitarre) des Country Blues und Songwriter
- Thomas, Ray (1941–2018), britischer Pop-MusikerRay Thomas (1941–2018)

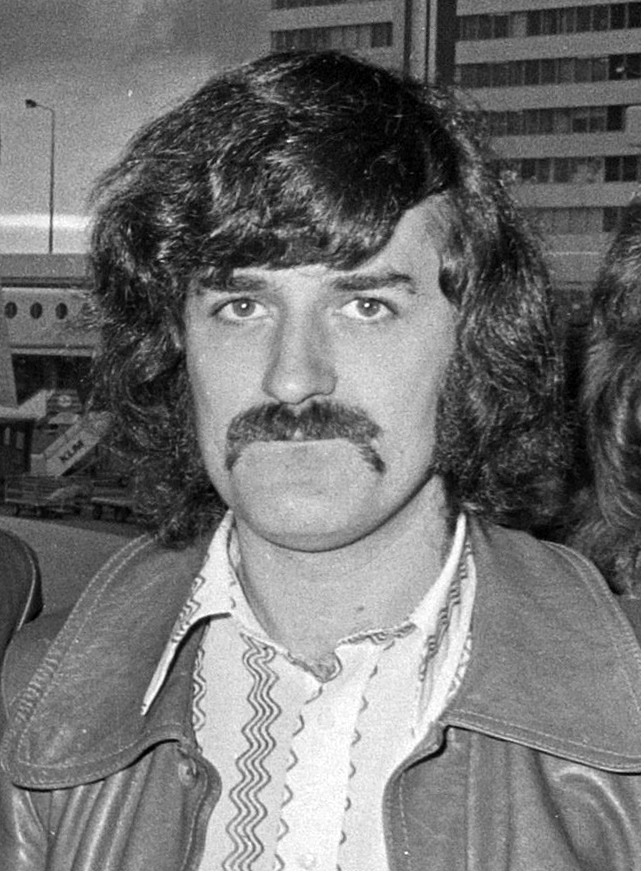
Ray Thomas (1941–2018)

- Thomas, Reg (1907–1946), britischer Mittelstreckenläufer
- Thomas, Reginald (1928–2001), österreichischer Diplomat
- Thomas, Reinhardt (* 1946), deutscher Politiker (SPD, CDU), MdL
- Thomas, Reinhardt (* 1991), namibischer Langstreckenläufer
- Thomas, Renate (* 1953), deutsche Klassische Archäologin
- Thomas, René (1865–1925), französischer Sportschütze
- Thomas, René (1886–1975), französischer Rennfahrer und Flugpionier
- Thomas, René (1926–1975), belgischer Jazzgitarrist
- Thomas, René (1928–2017), belgischer theoretischer Biologe
- Thomas, Reyare (* 1987), Sprinterin aus Trinidad und Tobago
- Thomas, Rhys († 1577), walisischer Adliger
- Thomas, Rhys (* 1982), walisischer Rugby-Union-Spieler
- Thomas, Richard (1744–1832), US-amerikanischer Politiker
- Thomas, Richard (* 1938), britischer Botschafter
- Thomas, Richard (* 1938), US-amerikanischer Herpetologe
- Thomas, Richard (* 1949), britischer Datenschutzexperte
- Thomas, Richard (* 1951), US-amerikanischer SchauspielerRichard Thomas (* 1951)

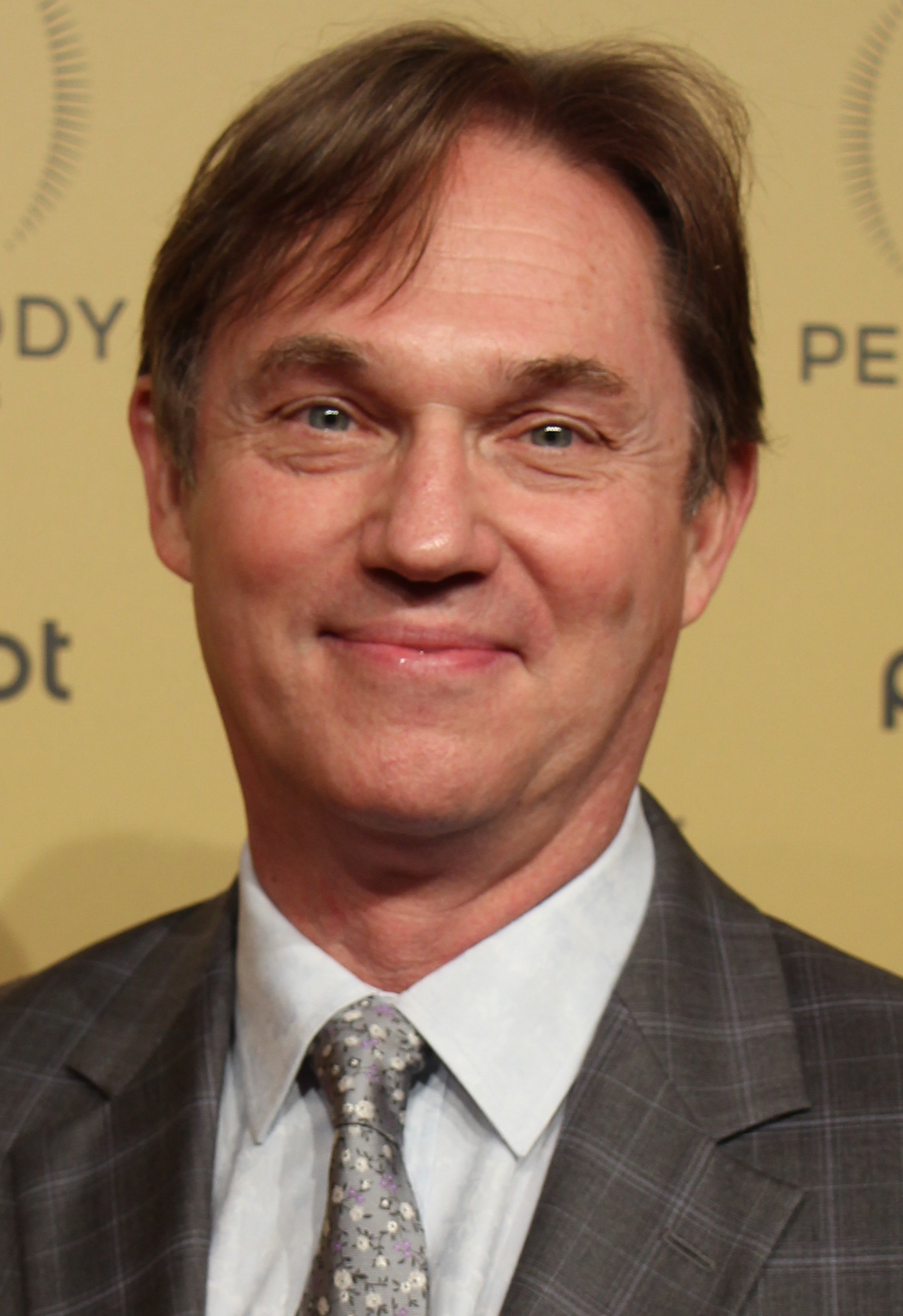
Richard Thomas (* 1951)

- Thomas, Richard (* 1972), britischer Mathematiker
- Thomas, Richard C. (1937–1991), US-amerikanischer Politiker
- Thomas, Rintu, indische Dokumentarfilmerin
- Thomas, Rob (* 1965), US-amerikanischer Schriftsteller, Drehbuchautor und Fernsehproduzent
- Thomas, Rob (* 1972), US-amerikanischer Rockmusiker
- Thomas, Robert (1927–1989), französischer Schriftsteller, Regisseur und Schauspieler
- Thomas, Robert (* 1999), kanadischer Eishockeyspieler
- Thomas, Robert junior, amerikanischer Perkussionist des Jazz
- Thomas, Robert Y. (1855–1925), US-amerikanischer Politiker
- Thomas, Robin (* 1949), US-amerikanischer Schauspieler
- Thomas, Robin (1962–2020), tschechischer Mathematiker
- Thomas, Rod (* 1947), walisischer Fußballspieler
- Thomas, Roland (* 1962), deutscher Politiker (SPD)
- Thomas, Rolf (1934–2016), deutscher römisch-katholischer Geistlicher und Opus-Dei-Mitglied
- Thomas, Romain (* 1988), französischer Fußballspieler
- Thomas, Roman (* 1974), deutscher Krebsforscher
- Thomas, Ronald (1888–1936), australischer Tennisspieler
- Thomas, Ronny, deutscher Jurist und Richter am Einheitlichen Patentgericht
- Thomas, Rosie, US-amerikanische Singer-Songwriterin
- Thomas, Ross (1926–1995), amerikanischer Schriftsteller
- Thomas, Ross (* 1981), US-amerikanischer Film- und Fernsehschauspieler
- Thomas, Rover (1926–1998), australischer Künstler
- Thomas, Roy (* 1940), US-amerikanischer Comic-Autor, Chefredakteur von Marvel
- Thomas, Rüdiger (* 1940), deutscher Historiker
- Thomas, Rudolf (1844–1920), deutscher Politiker und Bürgermeister von Velbert (1877–1910)
- Thomas, Rudolf F. (* 1950), deutscher Buchautor und Publizist
- Thomas, Rufus (1917–2001), US-amerikanischer Blues- und Soul-Sänger, Radiomoderator, Entertainer und Talentscout
- Thomas, Ruth-Maria (* 1993), deutsche Schriftstellerin
- Thomas, Ryan (* 1994), neuseeländischer Fußballspieler

##### Thomas, S
- Thomas, Sabine, deutsche Journalistin, Moderatorin und Schriftstellerin
- Thomas, Sahaya Thatheus (* 1971), indischer römisch-katholischer Geistlicher, Bischof von Simla und Chandigarh
- Thomas, Sanave (* 1980), indischer Badmintonspieler
- Thomas, Sander (* 2009), US-amerikanischer Schauspieler
- Thomas, Sarah (* 1973), US-amerikanische Schiedsrichterin im American Football
- Thomas, Sarah (* 1981), britische Hockeyspielerin
- Thomas, Sarah (* 1992), walisische Badmintonspielerin
- Thomas, Scarlett (* 1972), englische Schriftstellerin
- Thomas, Sean (* 1963), englischer Schriftsteller
- Thomas, Sean Patrick (* 1970), US-amerikanischer Schauspieler
- Thomas, Seth (1785–1859), US-amerikanischer Uhrmacher und Fabrikant
- Thomas, Shardé (* 1990), US-amerikanische Musikerin (Fife and Drum)
- Thomas, Shem, Schweizer Sänger, Rapper und Songwriter
- Thomas, Shenton (1879–1962), britischer Kolonialverwalter
- Thomas, Shirley (* 1963), britische Sprinterin
- Thomas, Sian (* 1953), britische Schauspielerin
- Thomas, Sidney (1850–1885), britischer Metallurg und Erfinder des nach ihm benannten Verfahrens zur Stahlerzeugung
- Thomas, Siegfried (1930–1985), deutscher Historiker
- Thomas, Solomon (* 1995), US-amerikanischer American-Football-Spieler
- Thomas, Solveig (1928–2017), österreichische Schauspielerin und Hörspielsprecherin
- Thomas, son of Ranulf, schottischer Adliger
- Thomas, Sonya (* 1967), US-amerikanische WettesserinSonya Thomas (* 1967)

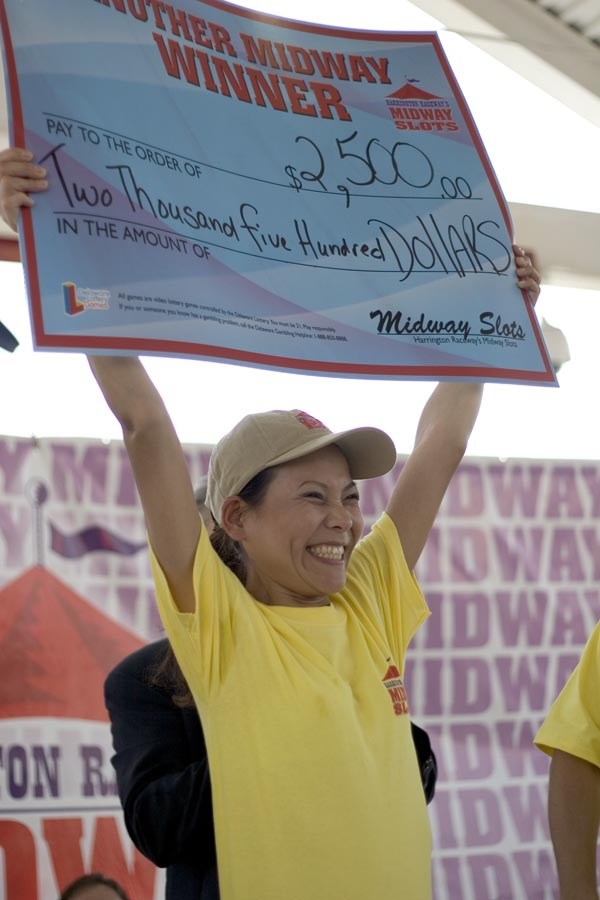
Sonya Thomas (* 1967)

- Thomas, Sorba (* 1999), englisch-walisischer Fußballspieler
- Thomas, Spencer (* 1997), britischer Mittelstreckenläufer
- Thomas, St. Clair, vincentischer Politiker
- Thomas, Stefan (1932–2025), deutscher Bildhauer
- Thomas, Stefan (* 1975), deutscher Rechtswissenschaftler
- Thomas, Stephan (* 1957), deutscher Soldat, Brigadegeneral des Heeres der Bundeswehr
- Thomas, Stephan G. (1910–1987), deutscher Journalist
- Thomas, Stephen (1809–1903), US-amerikanischer Politiker, Offizier im Sezessionskrieg, Geschäftsmann und Vizegouverneur
- Thomas, Steve (* 1963), britisch-kanadischer Eishockeyspieler, -trainer und -funktionär
- Thomas, Steven (* 1967), US-amerikanischer Rechtsanwalt und Autorennfahrer
- Thomas, Sue (1950–2022), US-amerikanische Ermittlerin und Autorin
- Thomas, Sunset (* 1972), US-amerikanische PornodarstellerinSunset Thomas (* 1972)

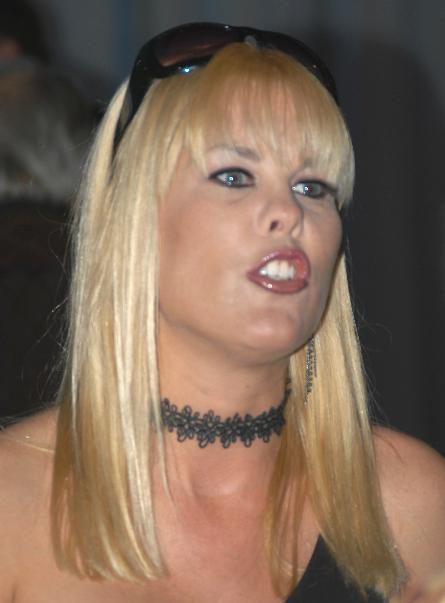
Sunset Thomas (* 1972)

- Thomas, Susan, Baroness Thomas of Walliswood (1935–2023), britische Politikerin
- Thomas, Sven (* 1947), deutscher Rechtsanwalt und Strafverteidiger
- Thomas, Swinton (1931–2016), britischer Richter
- Thomas, Sybil, Viscountess Rhondda (1857–1941), britische Suffragette, Feministin und Philanthropin

##### Thomas, T
- Thomas, Tabby (1929–2014), US-amerikanischer R&B- und Bluesmusiker
- Thomas, Tamar, englische Filmproduzentin
- Thomas, Tamara Craig, kanadische Schauspielerin
- Thomas, Tammy, US-amerikanische Radrennfahrerin
- Thomas, Tamorley (* 1983), antiguanischer Fußballspieler
- Thomas, Tamzin (* 1997), südafrikanische Sprinterin
- Thomas, Tanja (* 1968), deutsche Geisteswissenschaftlerin
- Thomas, Taryn (* 1983), US-amerikanische PornodarstellerinTaryn Thomas (* 1983)

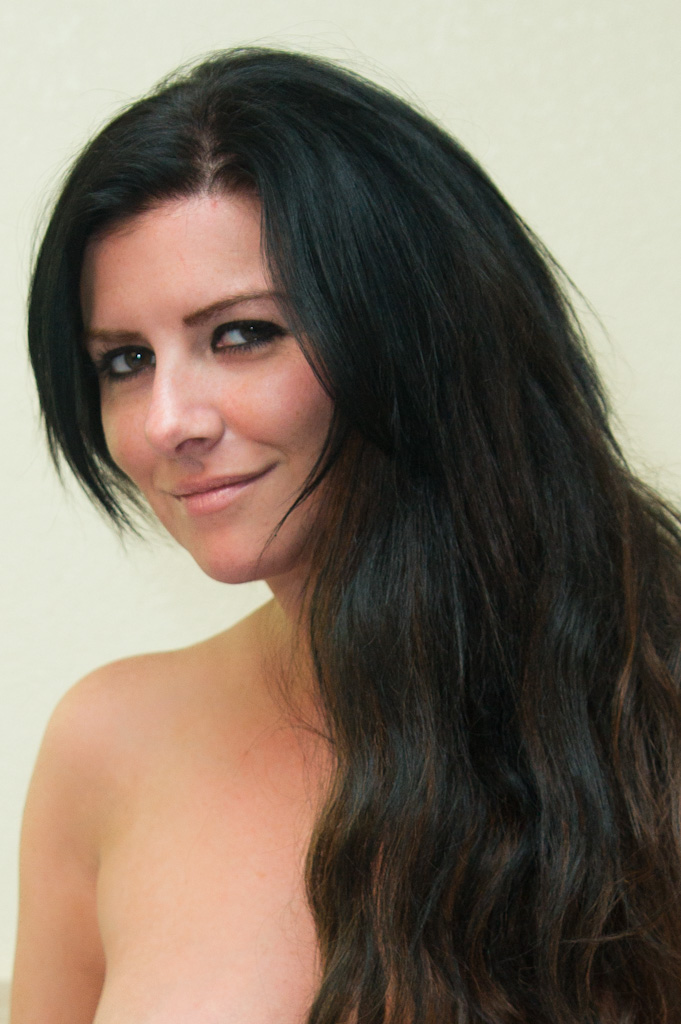
Taryn Thomas (* 1983)

- Thomas, Tatjana, deutsche Schauspielerin und Synchronsprecherin
- Thomas, Terence, Baron Thomas of Macclesfield (1937–2018), britischer Bankier, Politiker (Labour) und Life Peer
- Thomas, Terrance (* 1980), US-amerikanischer Basketballspieler
- Thomas, Terry (* 1997), jamaikanischer Leichtathlet
- Thomas, Tessy (* 1963), indische Wissenschaftlerin und Raumfahrtmanagerin
- Thomas, Tevin, US-amerikanischer Musiker und Komponist
- Thomas, Theodor (1876–1955), deutscher Gewerkschafter
- Thomas, Theodore (1835–1905), US-amerikanischer Violinist und Dirigent
- Thomas, Theodore L. (1920–2005), amerikanischer Science-Fiction-Autor
- Thomas, Thurman (* 1966), US-amerikanischer American-Football-Spieler
- Thomas, Tiara (* 1989), US-amerikanische R&B-Sängerin und Songwriterin
- Thomas, Till (* 1979), deutscher Comiczeichner und Illustrator
- Thomas, Tillman (* 1945), grenadischer Politiker (NDC)
- Thomas, Tim (* 1974), US-amerikanischer Eishockeytorwart
- Thomas, Tim (* 1977), amerikanischer Basketballspieler
- Thomas, Timmy (1944–2022), US-amerikanischer R&B-Sänger, Keyboarder, Komponist und Produzent
- Thomas, Tobias (* 1970), deutscher DJ, Produzent und Musikjournalist
- Thomas, Tobias (* 1975), deutscher ÖkonomTobias Thomas (* 1975)

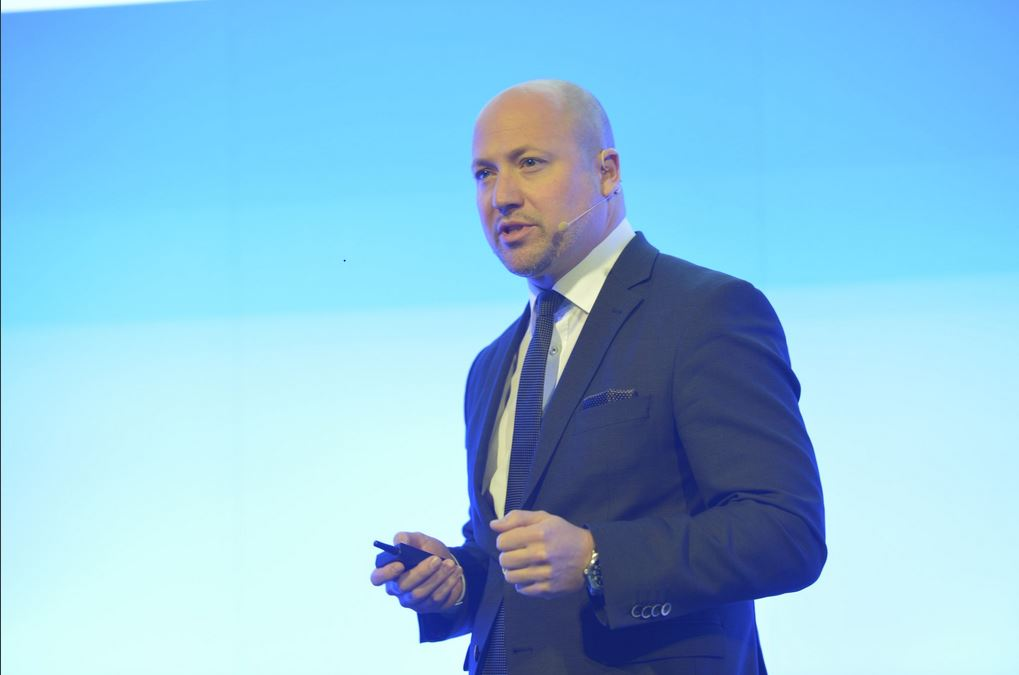
Tobias Thomas (* 1975)

- Thomas, Tony (1927–1997), britisch-US-amerikanischer Filmhistoriker, Fernseh- und Musikproduzent
- Thomas, Torey (* 1985), US-amerikanischer Basketballspieler
- Thomas, Tristan (* 1986), australischer Hürdenläufer
- Thomas, Tyrus (* 1986), US-amerikanischer Basketballspieler

##### Thomas, U
- Thomas, Ulrich (* 1968), deutscher Politiker (CDU), MdL
- Thomas, Uwe (* 1938), deutscher Physiker, Verwaltungsbeamter und Politiker (SPD)

##### Thomas, V
- Thomas, Valerie (* 1943), amerikanische Physikerin und Erfinderin
- Thomas, Vaughan (1964–2022), britischer Steuermann im Rudern
- Thomas, Veit (* 1958), deutscher Philosoph
- Thomas, Verneda (1936–2016), US-amerikanische Hochspringerin und Volleyballspielerin
- Thomas, Vincent (1907–1980), US-amerikanischer Politiker
- Thomas, Viv (* 1948), britischer Filmregisseur für Pornofilme
- Thomas, Vivien (1910–1985), afroamerikanischer operationstechnischer Assistent und angelernter ChirurgVivien Thomas (1910–1985)

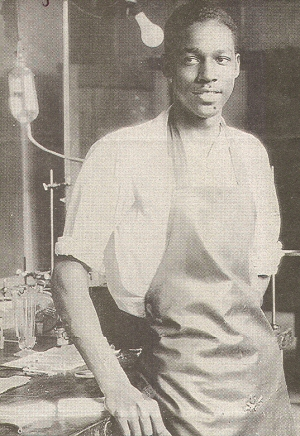
Vivien Thomas (1910–1985)

- Thomas, Volker (* 1958), deutscher Offizier, Generalmajor des Heeres der Bundeswehr

##### Thomas, W
- Thomas, W. Aubrey (1866–1951), US-amerikanischer Politiker (Republikanische Partei)
- Thomas, W. Ian (1914–2007), britischer Major, Evangelist und Gründer der Fackelträger-Bewegung
- Thomas, Walter (1908–1970), deutscher Autor und Dramaturg
- Thomas, Wayne (1947–2025), kanadischer Eishockeyspieler, -trainer und -funktionär
- Thomas, Wayne (* 1958), walisischer Fußballspieler
- Thomas, Weldon (* 1929), US-amerikanischer Opernsänger (Bass)
- Thomas, Wendelin (1884–1956), deutscher Politiker (SPD, USPD, KPD), MdR
- Thomas, Werner (1910–2011), deutscher Musikhistoriker, Pädagoge, Gymnasialdirektor, Freund und Mitarbeiter von Carl Orff
- Thomas, Werner (1923–2008), deutscher Sprachwissenschaftler
- Thomas, Werner (* 1929), Schweizer Komponist
- Thomas, Whitey (1920–2012), US-amerikanischer Jazzmusiker
- Thomas, Wilhelm (1834–1897), deutscher Jurist und Politiker (DFP), MdR
- Thomas, Wilhelm (1875–1955), deutscher Politiker (SPD), Landtagsabgeordneter Volksstaat Hessen
- Thomas, Wilhelm (1880–1948), deutscher Diplomat
- Thomas, Wilhelm (1896–1978), deutscher lutherischer Theologe
- Thomas, Wilhelm (* 1948), österreichischer Politiker (ÖVP/FPÖ), Landtagsabgeordneter im Burgenland
- Thomas, William († 1542), walisischer Ritter
- Thomas, William († 1554), englischer Gelehrter und Teilnehmer an der Wyatt-Verschwörung
- Thomas, William (1551–1586), walisischer Adliger, Politiker und Militär
- Thomas, William (1793–1867), Philanthrop und Protector of Aborigines
- Thomas, William C. (1903–1984), US-amerikanischer Filmproduzent, Regisseur und Autor
- Thomas, William D. (1880–1936), US-amerikanischer Politiker
- Thomas, William Holland (1805–1893), Stammesführer der Cherokee und Oberst der Südstaaten während des Sezessionskrieges
- Thomas, William Isaac (1863–1947), US-amerikanischer Soziologe und Philologe
- Thomas, William King (1827–1875), kanadischer Attentäter
- Thomas, Willie (1931–2019), US-amerikanischer Jazzmusiker (Trompete)

##### Thomas, Y
- Thomas, Yonda (* 1985), südafrikanischer Schauspieler

#### Thomas-

##### Thomas-C
- Thomas-Clement, Marguerite (1886–1979), luxemburgische Politikerin und erste weibliche Abgeordnete im luxemburgischen Parlament

##### Thomas-D
- Thomas-Dodd, Danniel (* 1992), jamaikanische Kugelstoßerin

##### Thomas-G
- Thomas-Gottesberg, Fritz (1910–1997), deutscher Bildhauer, Grafiker und Maler
- Thomas-Greenfield, Linda (* 1952), US-amerikanische DiplomatinLinda Thomas-Greenfield (* 1952)

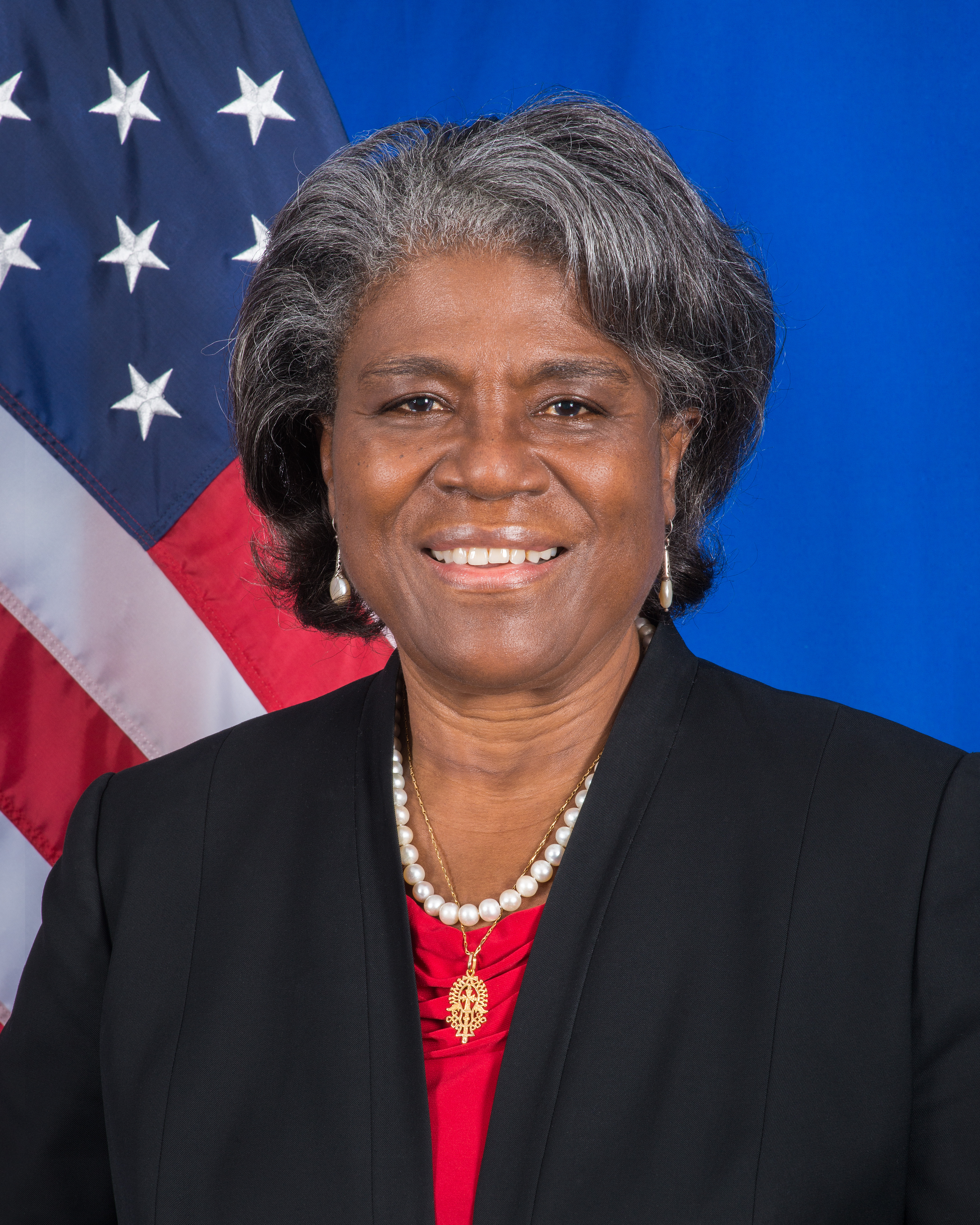
Linda Thomas-Greenfield (* 1952)

##### Thomas-M
- Thomas-Mamert, René (1866–1902), französischer Physiker, Chemiker und Hochschullehrer

##### Thomas-R
- Thomas-Rasset, Jammie (* 1977), US-amerikanische Frau, die von Capitol Records wegen Filesharings verklagt wurde

##### Thomas-S
- Thomas-San-Galli, Wolfgang Alexander (1874–1918), deutscher Musikwissenschaftler, Musikkritiker, Bratschist und Musikschriftsteller
- Thomas-Symonds, Nick (* 1980), britischer Politiker

#### Thomasa
- Thomasappa, Anthony Swamy (* 1951), indischer römisch-katholischer Geistlicher, Bischof von Chikmagalur

#### Thomasb
- Thomasberg, Thomas (* 1974), dänischer Fußballspieler und Fußballtrainer
- Thomasberger, Andreas (* 1951), deutscher Literaturwissenschaftler
- Thomasberger, Augustin Johann (1676–1734), mährischer Bildhauer
- Thomasberger, Susanne (* 1962), österreichische Bühnenbildnerin

#### Thomasc
- Thomaschek, Hermann (1824–1910), deutscher Opernsänger (Bass)
- Thomaschewski, Nico (* 1971), deutscher Fußballtorhüter
- Thomaschinski, Simone (* 1970), deutsche Hockeyspielerin
- Thomaschk, Ludwig (* 1946), deutscher Politiker (DDR-CDU, CDU), MdL
- Thomaschke, Thomas (* 1943), deutscher Opern- und Konzertsänger (Bass)
- Thomaschki, Paul (1861–1934), deutscher evangelischer Theologe
- Thomaschki, Siegfried (1894–1967), deutscher General der Artillerie im Zweiten Weltkrieg
- Thomaschky, Ernst (1895–1979), deutscher Fußballfunktionär und -schiedsrichter

#### Thomash
- Thomashoff, Elisabeth (* 2002), deutsche Schauspielerin und Pianistin
- Thomashoff, Hans-Otto, deutscher Psychiater

#### Thomasi
- Thomasi, Guido (* 1966), deutscher Fotograf
- Thomasîn von Zerclaere († 1238), Verfasser eines mittelhochdeutschen Lehrgedichts
- Thomasius, Christian (1655–1728), deutscher Jurist und PhilosophChristian Thomasius (1655–1728)

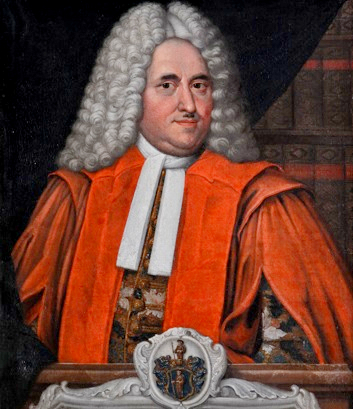
Christian Thomasius (1655–1728)

- Thomasius, Gottfried (1660–1746), deutscher Mediziner und Senior des 1731 gegründeten Nürnberger ärztlichen Kollegiums
- Thomasius, Gottfried (1802–1875), deutscher lutherischer Theologe
- Thomasius, Harald (1929–2017), deutscher Forstwissenschaftler
- Thomasius, Jakob (1622–1684), deutscher Lehrer und Philosoph
- Thomasius, Johann (1624–1679), deutscher Jurist, Staatsmann und Dichter
- Thomasius, Rainer (* 1957), deutscher Kinder- und Jugendpsychiater und Hochschullehrer
- Thomasius, René Falk (* 1969), deutscher Designer, Medienproduzent und Sozialarbeiter, einziger Skateboard-Meister der DDR sowie Mitbegründer der Skateboard-Szene der DDR

#### Thomask
- Thomaskamp, Hans-Jörg (* 1957), deutscher Leichtathletiktrainer

#### Thomaso
- Thomason, Aaron, britischer Musikproduzent und DJ
- Thomason, C. J. (* 1982), US-amerikanischer Schauspieler und Model
- Thomason, Hugh French (1826–1893), US-amerikanischer Jurist und Politiker
- Thomason, John W. (1893–1944), US-amerikanischer Oberstleutnant, Autor und Illustrator
- Thomason, Marsha (* 1976), englische SchauspielerinMarsha Thomason (* 1976)

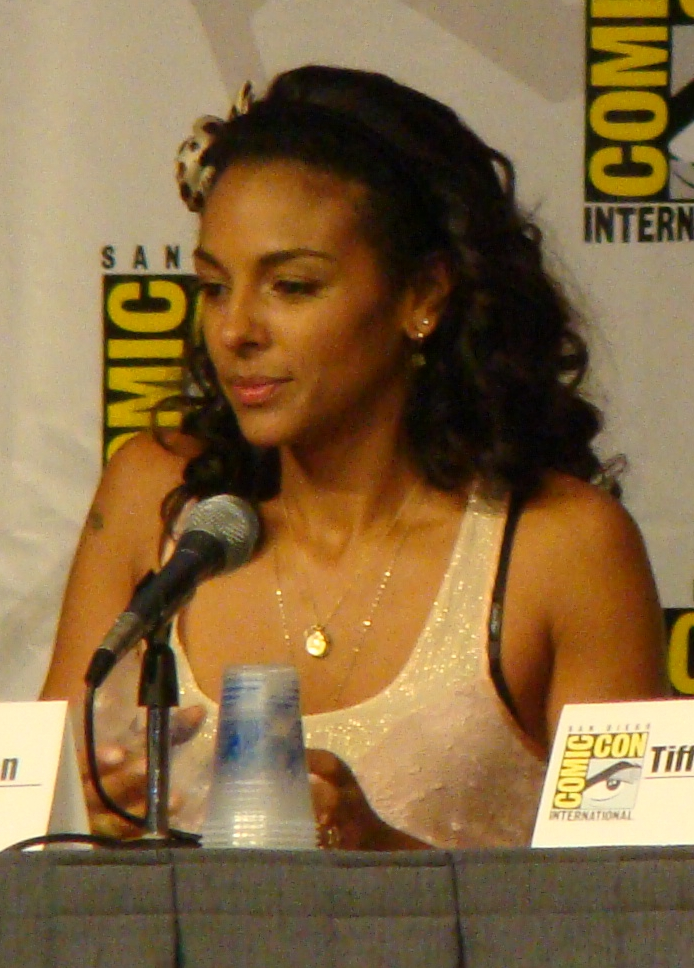
Marsha Thomason (* 1976)

- Thomason, R. Ewing (1879–1973), US-amerikanischer Jurist und Politiker
- Thomason, Robert (1952–1995), US-amerikanischer Mathematiker
- Thomason, Sarah, US-amerikanische Linguistin

#### Thomass
- Thomaß, Barbara (* 1957), deutsche Medienwissenschaftlerin und Hochschullehrerin
- Thomass, Carl (1824–1917), Juwelier und Unternehmer im München der Gründerzeit
- Thomass, Eugen (1927–2009), deutscher Filmkomponist
- Thomass, Rosalie (* 1987), deutsche SchauspielerinRosalie Thomass (* 1987)

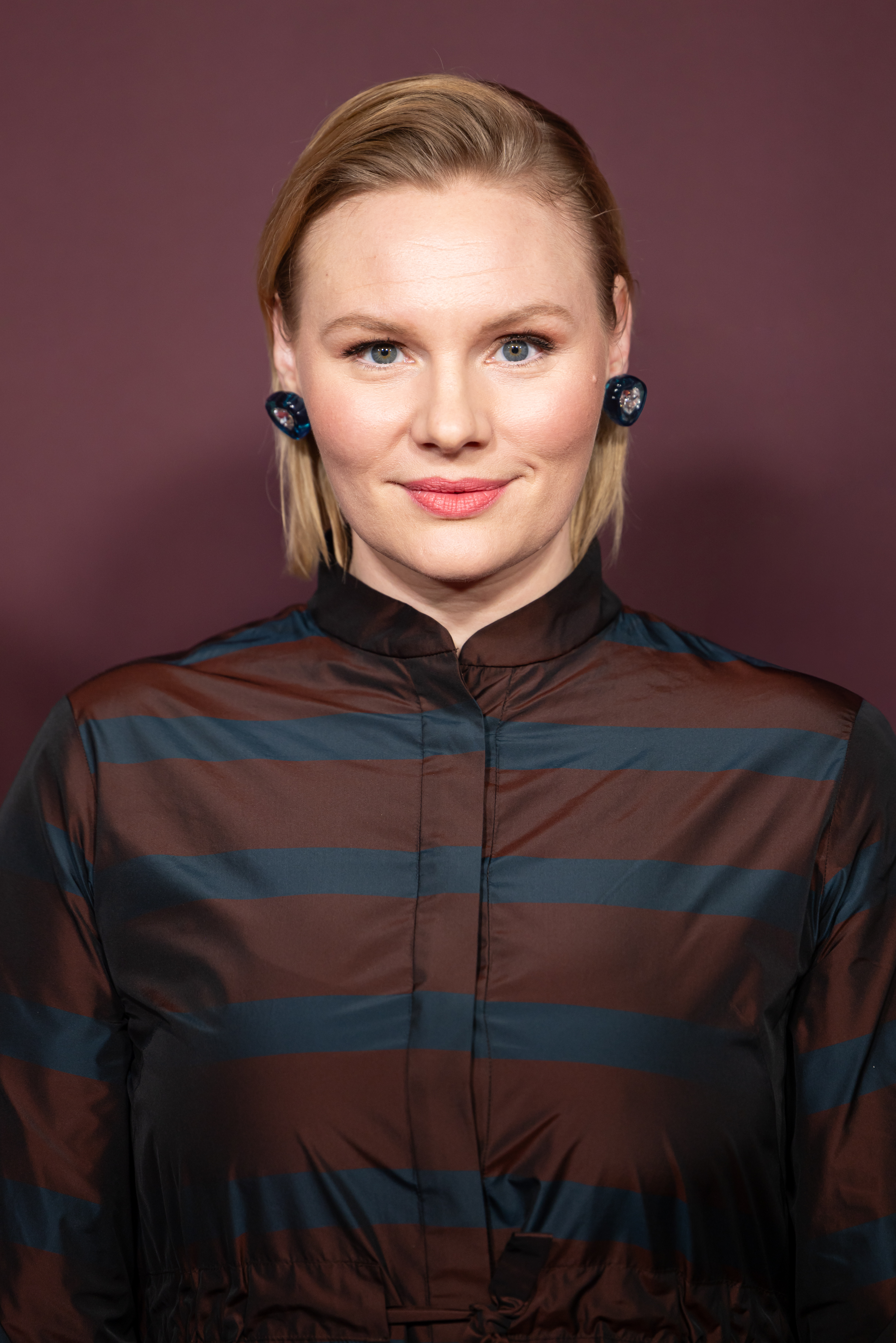
Rosalie Thomass (* 1987)

- Thomassen à Thuessink, Evert Jan (1762–1832), niederländischer Mediziner
- Thomassen, Carsten (* 1948), dänischer Mathematiker
- Thomassen, Frederikke (* 1996), dänische Schauspielerin
- Thomassen, Magne (* 1941), norwegischer Eisschnellläufer
- Thomassen, Mikivsuk (* 1980), grönländische Politikerin (Inuit Ataqatigiit)
- Thomassen, Otto (1895–1971), grönländischer Künstler
- Thomassen, Petter (1941–2003), norwegischer Politiker (Høyre) und Manager
- Thomassin de Peynier, Antoine de (1731–1809), französischer Admiral, Gouverneur von Saint-Domingue
- Thomassin, Désiré (1858–1933), österreichischer Maler und Komponist
- Thomassin, Florence (* 1966), französische Schauspielerin
- Thomassin, Louis (1619–1695), französischer Oratorianer, Philosoph und Kirchenrechtler
- Thomassin, Philippe (1562–1622), französischer Zeichner, Graphiker, Kupferstecher und Radierer
- Thomasson, Adrien (* 1993), französisch-kroatischer Fußballspieler
- Thomasson, Bengt E. (1926–2025), schwedischer Althistoriker und Epigraphiker
- Thomasson, Benny (1909–1984), US-amerikanischer Fiddlespieler
- Thomasson, Hughie (1952–2007), US-amerikanischer Sänger und GitarristHughie Thomasson (1952–2007)

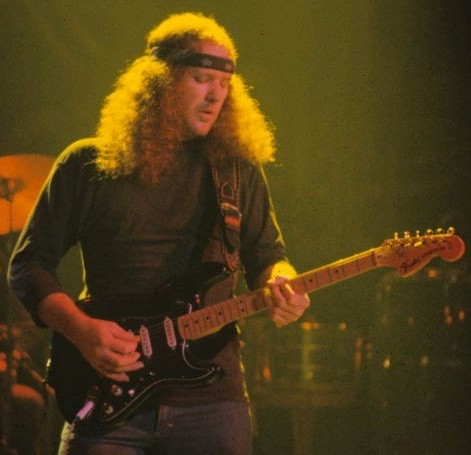
Hughie Thomasson (1952–2007)

- Thomasson, Johan (1892–1955), grönländischer Landesrat
- Thomasson, Sarah (1925–1996), schwedische Skirennläuferin
- Thomasson, William (1797–1882), US-amerikanischer Politiker

#### Thomasz
- Thomaszewski, Robert (* 1830), Lehrer und Gymnasialdirektor in Westpreußen

### Thomat
- Thomatos, Spiros (1932–2012), griechischer Gitarrist

### Thomau
- Thomäus, Peter († 1588), deutscher Dialektiker und Hochschullehrer
- Thomauske, Bruno (* 1949), deutscher Physiker und Manager

### Thomay
- Thomayer, Josef (1853–1927), tschechischer Arzt und Professor für Innere Medizin

### Thomaz
- Thomaz, BB (* 1984), deutsche Funk- und Soul-Sängerin US-amerikanischer Herkunft
- Thomáz, Luís Filipe (* 1942), portugiesischer Kulturwissenschaftler
- Thomazeau, Guy (* 1937), französischer Geistlicher, römisch-katholischer Bischof
- Thomazeau, Jean (* 1949), französischer Radrennfahrer